# Liste von Zwischenfällen mit der Douglas DC-4
Die Liste von Zwischenfällen mit der Douglas DC-4 zeigt eine Übersicht über die Zwischenfälle mit Todesfolge oder Totalschaden von Flugzeugen des Typs Douglas DC-4. Von diesem Typ waren 1244 Exemplare gebaut worden, davon 1165 militärische und 79 zivile DC-4.
Vom Erstflug im Jahr 1942 bis Juli 2023 kam es, einschließlich militärischer Betreiber, zu 385 Totalverlusten dieses Flugzeugtyps (30,9 % der gebauten), wovon 322 auf Flugunfälle entfielen. Dabei kamen insgesamt 3588 Personen ums Leben.
Für alle Totalschäden ist die Liste vollständig.

## 1940er-Jahre
- Am 15. Januar 1943 stürzte eine Douglas DC-4/C-54-DO der United States Army Air Forces (USAAF) (Luftfahrzeugkennzeichen 41-32939), die durch die US-amerikanische Trans World Airlines (TWA) betrieben wurde, 40 Kilometer ostnordöstlich von Paramaribo (Suriname) in den Dschungel, nachdem sie in der Luft zerbrochen war. Die Ursache konnte nicht ermittelt werden. Alle 35 Insassen, zehn Besatzungsmitglieder und 25 Passagiere, kamen ums Leben. Dies war der erste Totalverlust einer DC-4 und auch der erste tödliche Unfall dieses Typs.[2]

- Am 9. Juli 1943 wurde eine Douglas DC-4/C-54-DO der United States Army Air Forces (USAAF) (41-37271) auf einem Fotoflug über der Wright-Patterson Air Force Base (Ohio, USA) von einer Lockheed C-40A Electra Junior (38-546) gerammt. Die Electra riss 6 Meter Tragfläche der DC-4 ab, geriet ins Trudeln und schlug neben der Landebahn auf. Die DC-4 flog noch rund 150 bis 230 Meter weiter, wodurch sich noch zwei Passagiere mit dem Fallschirm retten konnten. Dann stürzte sie nahezu senkrecht zu Boden. Die verbliebenen drei Insassen sowie alle fünf der C-40A wurden getötet, insgesamt also 8 Personen.[3]

- Am 20. Juli 1943 verunglückte eine Douglas DC-4/C-54-DO der United States Army Air Forces (USAAF) (41-20143) beim Start vom Flugfeld Wideawake (Ascension Island). Das Flugzeug wurde irreparabel beschädigt. Über Personenschäden ist nichts bekannt.[4]

- Am 26. Januar 1944 verunglückte eine Douglas DC-4/C-54A-DO der United States Army Air Forces (USAAF) (41-37292) beim Start am Flughafen Accra (Ghana). Mindestens 23 Insassen kamen ums Leben.[5]

- Am 22. März 1944 verunglückte eine Douglas DC-4/C-54A-5-DO der United States Army Air Forces (USAAF) (41-37278) in den Anguille Mountains (Neufundland, Kanada). Über Personenschäden ist nichts bekannt. Das Flugzeug wurde irreparabel beschädigt.[6]

- Am 25. März 1944 wurde eine Douglas DC-4/C-54A-DO der United States Army Air Forces (USAAF) (41-37274) auf dem Weg von den Azoren nach England von einer Grumman F4F Wildcat der britischen Royal Navy abgeschossen. Alle 6 Besatzungsmitglieder wurden dadurch getötet.[7]

- Am 22. April 1944 verunglückte eine Douglas DC-4/C-54A-DO der United States Army Air Forces (USAAF) (41-37304) auf dem Militärflugplatz Masirah (Oman). Das Flugzeug wurde irreparabel beschädigt. Über Personenschäden ist nichts bekannt.[8]

- Am 13. Mai 1944 verunglückte eine Douglas DC-4/C-54-DO der United States Army Air Forces (USAAF) (41-32942) beim Start vom Militärflugplatz Stephenville (Neufundland, Kanada). Das Flugzeug wurde irreparabel beschädigt. Über Personenschäden ist nichts bekannt.[9]

- Am 20. Juni 1944 wurde eine Douglas DC-4/C-54A-DO der United States Army Air Forces (USAAF) (41-37277), geflogen von der US-amerikanischen Trans World Airlines, in einer Höhe von 3900 Fuß (rund 1200 Meter) in den Berg Fort Mountain (Maine, USA) geflogen, 55 km nordwestlich von Millinocket. Bei diesem CFIT (Controlled flight into terrain) wurden alle 7 Insassen, sechs Besatzungsmitglieder und ein Passagier, getötet.[10]

- Am 26. Juli 1944 verschwand eine Douglas DC-4/C-54A-5-DO der United States Army Air Forces (USAAF) (42-107470) südlich von Grönland spurlos im Atlantischen Ozean. Die Maschine war auf dem Flug vom Flughafen Keflavík (Island) zum Militärflugplatz Stephenville (Neufundland, Kanada). Von dem Flugzeug wurden nie irgendwelche Teile gefunden. Alle 26 Insassen, sechs Besatzungsmitglieder und 20 Passagiere, bleiben vermisst.[11]

- Am 28. August 1944 stürzte eine Douglas DC-4/C-54A-1-DC der United States Army Air Forces (USAAF) (42-72171) im Anflug auf den Flughafen Prestwick (Schottland) bei schlechter Sicht in ein Wohngebiet. Alle 20 Insassen, sechs Besatzungsmitglieder und 14 Passagiere, wurden getötet, außerdem 5 Menschen am Boden.[12]

- Am 4. September 1944 kam es mit einer Douglas DC-4/R5D-2 der United States Navy (US Navy) (Bu 90385) zu einer Wasserung in der San Francisco Bay (Kalifornien, USA). Dabei kam einer der 5 Insassen ums Leben.[13]

- Am 7. September 1944 stürzte eine Douglas DC-4/C-54A-10-DC der United States Army Air Forces (USAAF) (42-72211) 4 Kilometer südlich der Presque Isle Air Force Base (Maine, USA) ab. Beim Start zu einem Trainingsflug verlor die Maschine immer mehr an Höhe. Vermutet wird eine fehlerhafte Kalibrierung der Trimmklappe des Höhenruders. Alle 3 Besatzungsmitglieder wurden getötet.[14]

- Am 18. Oktober 1944 wurde eine Douglas DC-4/C-54A-15-DC der United States Army Air Forces (USAAF) (42-72249) 40 Kilometer nordöstlich des Militärflugplatzes RAF St Mawgan (Cornwall) in eine Hügelkette geflogen. Grund war eine falsche Einstellung der Höhenmesser. Diesen CFIT (Controlled flight into terrain) überlebten alle 9 Insassen, sieben Besatzungsmitglieder und zwei Passagiere.[15]

- Am 9. November 1944 stürzte eine Douglas DC-4/C-54A-1-DO der United States Army Air Forces (USAAF) (42-107438) kurz nach dem Start vom Marathon-Florida Keys Airport (Florida, USA) in die Marathon Bay, 5,6 Kilometer ostnordöstlich vom Startflugplatz. Alle 4 Besatzungsmitglieder kamen ums Leben.[16]

- Am 11. November 1944 stürzte eine Douglas DC-4/C-54A-15-DC der United States Army Air Forces (USAAF) (42-72252) 80 Kilometer nordöstlich von Oahu (Hawaii, USA) in den Pazifik. Die Maschine kam vom Hamilton Army Airfield in Kalifornien. Alle 17 Insassen, sechs Besatzungsmitglieder und 11 Passagiere, kamen ums Leben.[17]

- Nur einen Tag später, am 12. November 1944, wurde eine Douglas DC-4/C-54A-1-DO der United States Army Air Forces (USAAF) (42-107427) in der Nähe des Cape St. George in eine Bergflanke geflogen. Der Unfall ereignete sich rund 48 Kilometer westlich des Zielflugplatzes Stephenville-Ernest Harmon Air Force Base (Neufundland, Kanada). Bei diesem CFIT (Controlled flight into terrain) wurden von den 18 Insassen 9 getötet.[18]

- Am 18. November 1944 wurde eine Douglas DC-4/C-54B-5-DO der United States Army Air Forces (USAAF) (43-17146) bei einem Landeunfall auf dem Militärflugplatz Eniwetok (Marshallinseln) irreparabel beschädigt. Über Personenschäden ist nichts bekannt.[19]

- Am 26. November 1944 verunglückte eine Douglas DC-4/C-54B-1-DC der United States Army Air Forces (USAAF) (42-72320) beim Start vom Flugplatz Kwajalein (Marshallinseln). Über Personenschäden ist nichts bekannt. Das Flugzeug wurde irreparabel beschädigt.[20]

- Am 2. Dezember 1944 verunglückte eine Douglas DC-4/C-54-DO der United States Army Air Forces (USAAF) (41-20144) 3 Kilometer vom Militärflugplatz RAF St Mawgan (Cornwall) entfernt. Alle 12 Insassen, vier Besatzungsmitglieder und acht Passagiere, überlebten den Unfall.[21]

- Im Jahr 1945 (genaues Datum unbekannt) wurde eine Douglas DC-4/C-54A-5-DO der United States Army Air Forces (USAAF) (42-107453) an einem unbekannten Ort irreparabel beschädigt. Über Personenschäden ist nichts bekannt.[22]

- Am 4. Januar 1945 kam es mit einer Douglas DC-4/C-54A-15-DC der United States Army Air Forces (USAAF) (42-72250) bei der Landung auf dem Luftwaffenstützpunkt Lajes (Azoren, Portugal) zu einem tödlichen Unfall. Über die Personenschäden ist nichts Näheres bekannt. Das Flugzeug wurde irreparabel beschädigt.[23]

- Am 26. Februar 1945 verunglückte eine Douglas DC-4/C-54B-1-DC der United States Army Air Forces (USAAF) (42-72403) bei der Landung auf dem Flugplatz Kunming (China). Über Personenschäden ist nichts bekannt. Das Flugzeug wurde irreparabel beschädigt.[24]

- Am 17. März 1945 verunglückte eine Douglas DC-4/C-54B-1-DC der United States Army Air Forces (USAAF) (42-72418) nahe Yunnan (China). Alle 4 Besatzungsmitglieder wurden getötet.[25]

- Am 19. März 1945 stürzte eine Douglas DC-4/C-54A-15-DC der United States Army Air Forces (USAAF) (42-72264) 6,5 Kilometer von Rock Harbor (Florida) entfernt in knapp 6 Meter tiefes Wasser. Die Maschine befand sich auf einem lokalen Übungsflug von und zu der Homestead Air Force Base (Florida, USA). Das Wrack wurde erst am nächsten Tag gefunden. Alle 5 Besatzungsmitglieder kamen ums Leben.[26]

- Am 1. April 1945 wurde eine Douglas DC-4/C-54A-15-DC der United States Army Air Forces (USAAF) (42-72244) an einem unbekannten Ort zerstört. Über Personenschäden ist nichts bekannt.[27]

- Am 9. April 1945 überrollte eine Douglas DC-4/R5D-3 der United States Navy (US Navy) (Bu 50872) bei der Landung auf dem Militärflugplatz Okinawa-Yontan (Japan) das Landebahnende und geriet in Brand. Über Personenschäden ist nichts bekannt.[28]

- Am 21. April 1945 wurde eine Douglas DC-4/C-54B-10-DO der United States Army Air Forces (USAAF) (43-17162) 5 Kilometer westlich von Sinbo (Birma) irreparabel beschädigt. Mindestens 4 Besatzungsmitglieder kamen dabei ums Leben.[29]

- Am 21. April 1945 stürzte eine Douglas DC-4/C-54A-5-DO der US-amerikanischen American Export Airlines, betrieben für die United States Army Air Forces (USAAF) (41-107452), nach einem Triebwerksausfall ab. Der Unfall auf dem Frachtflug ereignete sich nahe dem Bermuda-Kindley Field. Über Personenschäden ist nichts bekannt.[30]

- Am 30. April 1945 brach an einer Douglas DC-4/R5D-3 der United States Navy (US Navy) (Bu 56491) bei der Landung auf der Guam-Agana Naval Air Station (Marianen) das Bugfahrwerk zusammen. Das Flugzeug wurde irreparabel beschädigt. Alle Insassen überlebten den Unfall.[31]

- Am 5. Mai 1945 wurde eine Douglas DC-4/C-54E-1-DO der United States Army Air Forces (USAAF) (44-9043) nach dem Start vom Flugplatz Lorengau auf der Insel Manus (Neuguinea) in einer Höhe von nur 150 Metern in einen Hügel geflogen. Möglicherweise waren die Landeklappen zu früh eingefahren worden. Die Maschine sollte nach Biak fliegen. Bei diesem CFIT (Controlled flight into terrain) wurden alle 21 Insassen, sechs Besatzungsmitglieder und 15 Passagiere, getötet.[32]

- Am 10. Mai 1945 kam es mit einer Douglas DC-4/C-54B-15-DO der United States Army Air Forces (USAAF) (43-17176) am Flugfeld Wideawake (Ascension Island) zu einem tödlichen Unfall. Über die genauen Personenschäden ist nichts bekannt. Das Flugzeug wurde zerstört.[33]

- Am 24. Mai 1945 wurde eine Douglas DC-4/C-54B-1-DC der United States Army Air Forces (USAAF) (42-72385) auf dem Militärflugplatz Okinawa-Yontan (Japan) zerstört. Über Personenschäden ist nichts bekannt.[34]

- Am 14. Juni 1945 verunglückte eine Douglas DC-4/C-54D-1-DC der United States Army Air Forces (USAAF) (42-72491) 6,4 Kilometer westnordwestlich des Flughafens Dhaka (Indien, heute Bangladesch) in schlechtem Wetter. Über Personenschäden ist nichts bekannt.[35]

- Am 18. Juni 1945 stürzte eine Douglas DC-4/C-54B-1-DC der United States Army Air Forces (USAAF) (42-72372) in schwerer Turbulenz 96 Kilometer ostsüdöstlich des Flughafens von Biskra (Algerien) ab. Die Maschine befand sich auf einem Überführungsflug von Casablanca nach Karatschi. Alle 4 Besatzungsmitglieder kamen ums Leben.[36]

- Am 3. Juli 1945 wurde eine Douglas DC-4/C-54D-10-DC der United States Army Air Forces (USAAF) (42-72680) 6,5 Kilometer östlich von Vila do Porto (Santa Maria (Azoren)) in einen Hügel geflogen und zerlegt. Bei diesem CFIT (Controlled flight into terrain) 9,1 Kilometer südsüdöstlich des Flughafens Santa Maria wurden alle 4 Besatzungsmitglieder getötet.[37]

- Am 4. Juli 1945 verschwand eine Douglas DC-4/C-54B-1-DC der United States Army Air Forces (USAAF) (42-72370) in der Nähe des Flugplatzes Kunming (China). Alle Insassen sind seither vermisst.[38]

- Am 13. Juli 1945 brach an einer Douglas DC-4/C-54A-1-DO der United States Army Air Forces (USAAF) (41-107437) während des Fluges ein heftiger Motorbrand aus. Bei der Notlandung auf dem Flughafen New York-LaGuardia (USA) kam es zu einem Ringelpiez. Die Maschine brannte völlig aus. Alle sechs Besatzungsmitglieder überlebten den Unfall.[39]

- Am 20. Juli 1945 schlug eine Douglas DC-4/C-54E-1-DO der United States Army Air Forces (USAAF) (44-9026) auf einem Trainingsflug an der Wilmington-New Castle Army Air Base (Delaware, USA) aus niedriger Höhe auf dem Boden auf. Alle 4 Besatzungsmitglieder wurden getötet. Die Unfallursache konnte nicht ermittelt werden.[40]

- Am 4. Juli 1945 verschwand eine Douglas DC-4/C-54B-1-DC der United States Army Air Forces (USAAF) (42-72370) in der Nähe des Flugplatzes Kunming (China). Alle Insassen sind seither vermisst.[41]

- Am 27. August 1945 verunglückte eine Douglas DC-4/C-54B-1-DC der United States Army Air Forces (USAAF) (42-72332) bei der Landung auf dem Manila-Nichols Field (Philippinen) aufgrund eines mechanischen Defekts. Über Personenschäden ist nichts bekannt.[42]

- Am 11. September 1945 kam es mit einer Douglas DC-4/C-54G-5-DO der United States Army Air Forces (USAAF) (45-526) 13 Kilometer südwestlich von Linan, Fujian (China) zu einer Bruchlandung. Alle 4 Besatzungsmitglieder kamen ums Leben.[43]

- Am 30. September 1945 wurde eine Douglas DC-4/R5D-1 der United States Navy (US Navy) (Bu 39180) 12 Kilometer südwestlich der Guam-Agana Naval Air Station (Marianen) gegen die Spitze des nur rund 300 Meter hohen Mount Tenjo geflogen und stürzte dann in eine Schlucht. Bei diesem CFIT (Controlled flight into terrain) wurden alle 7 Insassen getötet.[44]

- Am 29. Oktober 1945 flog eine Douglas DC-4/C-54B-1-DC der United States Army Air Forces (USAAF) (42-72421) 13 Kilometer südöstlich der Elmendorf Air Force Base (Alaska, USA) in einen Wald am Fuß der Chugach Mountains. Von den sieben Insassen kamen 5 Besatzungsmitglieder ums Leben.[45]

- Am 3. November 1945 wurde eine Douglas DC-4/C-54G-5-DO der United States Army Air Forces (USAAF) (45-528) im Distrikt Chukha (Bhutan) in einer Höhe von 2438 Metern gegen einen Berg geflogen. Auf dem Flug von der Chabua Air Force Station (Assam, Indien) nach Karatschi hatte der Kommandant entschieden, die direkte Strecke zu fliegen, statt sich an die vorgeschriebene Luftstraße zu halten. Bei diesem CFIT (Controlled flight into terrain) wurden alle 44 Insassen, vier Besatzungsmitglieder und 40 Passagiere, getötet.[46]

- Am 30. November 1945 wurde eine Douglas DC-4/R5D-1 der United States Navy (US Navy) (Bu 39147) nahe Manila-Nichols Field (Philippinen) in Berge geflogen. Diesen CFIT (Controlled flight into terrain) überlebten alle Insassen.[47]

- Am 16. Januar 1946 sprang die Besatzung einer Douglas DC-4/C-54A-5-DC der United States Army Air Forces (USAAF) (42-72193) während des Fluges ab, nachdem der Treibstoff verbraucht war. Das Flugzeug schlug 7,3 Kilometer südöstlich von Lula (Georgia, USA) auf. Alle Besatzungsmitglieder überlebten.[48]

- Am 1. Februar 1946 kam es mit einer Douglas DC-4/C-54G-1-DO der United States Army Air Forces (USAAF) (45-485) zu einer Bruchlandung auf der Fujisawa Air Base (Japan). Das Flugzeug wurde irreparabel beschädigt. Alle 19 Insassen, Besatzungsmitglieder und Passagiere, überlebten den Unfall.[49]

- Am 3. Februar 1946 wurde eine Douglas DC-4/R5D-2 der United States Navy (US Navy) (Bu 90395) an einem unbekannten Ort in China irreparabel beschädigt. Über Personenschäden ist nichts bekannt.[50]

- Am 25. Mai 1946 verschwand eine Douglas DC-4/C-54G-1-DO der United States Army Air Forces (USAAF) (45-489) etwa 480 Kilometer östlich von Guam auf einem Flug von Kwajalein. Alle 5 Besatzungsmitglieder sind bis heute vermisst.[51]

- Am 29. Mai 1946 wurde eine Douglas DC-4/C-54A-15-DC der US-amerikanischen United Airlines (NC30065) bei einem Prüfungsflug auf dem Chicago Municipal Airport (dem heutigen Midway Airport) (Illinois, USA) derart hart gelandet, dass die Tragflächen und das Fahrwerk brachen. Alle vier Besatzungsmitglieder, die einzigen Insassen, überlebten den Totalschaden. Es war der erste Totalverlust einer zivil betriebenen DC-4. Über das Prüfungsergebnis ist nichts bekannt.[52]

- Am 1. Juni 1946 stürzte eine Douglas DC-4/C-54E-5-DO der United States Army Air Forces (USAAF) (44-9078) vor der Küste von Amalfi (Italien) ins Mittelmeer. Die Maschine war auf dem Flug von Kairo zum Flughafen Rom-Ciampino. Bei einem Brand im Cockpit war die Kontrolle über das Flugzeug verloren gegangen. Von den 38 Insassen kamen 30 ums Leben.[53]

- Am 9. Juni 1946 wurde eine Douglas DC-4/C-54D-15-DC der United States Army Air Forces (USAAF) (43-17231) gegen einen in Wolken gehüllten Bergrücken auf der Insel Taboga (Panama) geflogen. Der Kommandant hatte einen Flugplan nach Instrumentenflugregeln aufgegeben, obwohl er überhaupt nicht über eine Instrumentenflugberechtigung verfügte. Die Maschine war auf einem Flug von der Morrison Air Force Base in West Palm Beach (Florida, USA) zur Albrook Air Force Station in Panama City. Bei diesem CFIT (Controlled flight into terrain) wurden alle 23 Insassen, sechs Besatzungsmitglieder und 17 Passagiere, getötet.[54]

- Am 25. Juni 1946 verunglückte eine Douglas DC-4 der Mexicana de Aviación (XA-FOW) in der Nähe des Flughafens Mexiko-Stadt (Mexiko), nachdem im Flug ein Feuer ausgebrochen war. Alle 47 Insassen, fünf Besatzungsmitglieder und 42 Passagiere, überlebten den Unfall. Das Flugzeug wurde irreparabel beschädigt.[55]

- Am 11. Juli 1946 verlor eine schwer beladene Douglas DC-4/C-54 der United States Army Air Forces (USAAF) (Kennzeichen unbekannt) kurz nach dem Start von der Guam-Agana Naval Air Station (Marianen) Leistung auf zwei Triebwerken. Fünf Minuten nach dem Start musste die Maschine 39 Kilometer von Guam entfernt notgewassert werden. Alle sieben Insassen wurden wenige Minute n danach gerettet und überlebten den Unfall.[56]

- Am 6. September 1946 verunglückte eine Douglas DC-4/C-54G-1-DO der United States Army Air Forces (USAAF) (45-509) auf einem Riff im Anflug auf die Johnston Island Air Force Base (United States Minor Outlying Islands), 250 Meter von der Basis entfernt. Alle 23 Insassen, Besatzungsmitglieder und Passagiere, überlebten den Unfall.[57]

- Am 12. September 1946 geriet ein Triebwerk einer Douglas DC-4/C-54A der US-amerikanischen Pennsylvania-Central Airlines (NX91068) in Brand. Die Besatzung, die einen Trainingsflug absolvierte, führte eine Notlandung auf dem Flughafen Washington-National durch, wobei das beschädigte Triebwerk kurz vor dem Aufsetzen von der Tragfläche abriss. Das Flugzeug wurde irreparabel beschädigt. Alle vier Insassen überlebten.[58]

- Am 18. September 1946 kollidierte eine vom Flughafen Shannon kommende Douglas DC-4-1009 der belgischen Sabena (OO-CBG) im Landeanflug auf den Flughafen Gander (Kanada) mit Bäumen und stürzte bei Dead Wolf Brook ab, volle 38 Kilometer südwestlich des Zielflughafens. Berichten zufolge wollte der Kapitän einen Sichtanflug durchführen und dafür unter die Wolkendecke sinken. Da sich diese nur knapp oberhalb des Bodens befand, kollidierte das Flugzeug mit Bäumen und brach auseinander. Von den 44 Insassen kamen 31 ums Leben, sechs Crewmitglieder und 21 Passagiere.[59][60]

- Am 3. Oktober 1946 wurde eine Douglas DC-4/C-54E der US-amerikanischen American Overseas Airlines (NC90904) 11 Kilometer nordöstlich des Startflughafens Ernest Harmon Air Force Base (heute Stephenville) (Neufundland, Kanada) in einer Höhe von 350 Metern ins Gelände geflogen. Die Piloten waren auf dem Flug nach Shannon (Irland) nach dem nächtlichen Abheben geradeaus geflogen statt gleich rechts abzubiegen. Bei diesem CFIT (Controlled flight into terrain) wurden alle 39 Insassen getötet, acht Besatzungsmitglieder und 31 Passagiere.[61]

- Am 8. Oktober 1946 wurde eine Douglas DC-4 der US-amerikanischen United Airlines (NC30051) beim dritten Anflugversuch auf den Flughafen Cheyenne (Wyoming, USA) in den Boden geflogen. Bei einer sehr tiefen Wolkendecke wurde versucht, in niedrigster Höhe eine Kurve zu fliegen, wobei eine Tragfläche den Boden berührte. Bei diesem CFIT (Controlled flight into terrain) wurden von den 41 Insassen 2 Passagiere getötet.[62]

- Am 11. Oktober 1946 wurde eine Douglas DC-4/C-54B-15-DO der US-amerikanischen Eastern Air Lines (NC88729) beim zweiten Anflugversuch auf den Flughafen Washington National (USA) knapp 10 Kilometer vom Ziel entfernt in den Boden geflogen. Die Maschine kollidierte mit einem gerade einmal 60 Meter hohen Hügel, sprang wieder hoch und schlug mehrfach auf, wobei sie sich in alle wesentlichen Teile zerlegte und auf dem Rücken zu liegen kam. Bei diesem CFIT (Controlled flight into terrain) überlebten erstaunlicherweise alle 26 Insassen, vier Besatzungsmitglieder und 22 Passagiere, den Unfall, nachdem ein Feuer ausgebrochen war.[63]

- Am 11. Oktober 1946 kam es mit einer Douglas DC-4/C-54G-1-DO der United States Army Air Forces (USAAF) (45-522) 1,6 Kilometer von der Johnston Island Air Force Base (United States Minor Outlying Islands) entfernt zu einer Notwasserung. Alle Insassen, Besatzungsmitglieder und Passagiere, überlebten den Unfall.[64]

- Am 2. Dezember 1946 wurde eine Douglas DC-4/C-54B-5-DO der US-amerikanischen Willis Air Service (NC56743) bei einer sehr harten Landung auf dem Flughafen San Juan-Isla Grande (Puerto Rico, USA) irreparabel beschädigt. Über Personenschäden ist nichts bekannt.[65]

- Am 14. Dezember 1946 krachte eine Douglas DC-4/C-54D der United States Army Air Forces (USAAF) (42-72541) nach mehrfachen Triebwerksausfällen bei einem nächtlichen Start von der Ladd Air Force Base (Alaska, USA) in einen Hangar. Alle 28 Insassen, Besatzungsmitglieder und Passagiere, überlebten den Unfall; 11 Insassen wurden verletzt.[66]

- Am 24. Dezember 1946 wurde eine Douglas DC-4 der US-amerikanischen United Airlines (NC30050) am Flughafen Los Angeles (Kalifornien, USA) mit einer Höhe von 75 Fuß und einer Geschwindigkeit von 100 Knoten über der Landebahnschwelle viel zu hoch und zu schnell angeflogen. Beim sehr späten Aufsetzen reichte die verbliebene Landebahnlänge nicht mehr zum Abbremsen aus und die Maschine überrollte das Landebahnende um 60 Meter. Das Flugzeug wurde irreparabel beschädigt. Alle 45 Insassen, vier Besatzungsmitglieder und 41 Passagiere, überlebten den Unfall.[67]

- Am 6. Januar 1947 streifte eine Douglas DC-4/C-54B-5-DO der US-amerikanischen Northwest Airlines (NC95412) kurz vor der Landung auf dem Chicago Municipal Airport (dem heutigen Midway Airport) (Illinois, USA) einen Beton-Markierungspfeiler und schleuderte herum. Die Maschine fing Feuer und brannte aus. Alle 41 Insassen überlebten.[68]

- Am 11. Januar 1947 musste eine Douglas DC-4/C-54A-DO der philippinischen Far East Air Transport (PI-C100) wegen eines Feuers im Triebwerk Nr. 2 (links innen) 130 Kilometer westlich von Laoag (Philippinen) notgewassert werden. Die Maschine befand sich auf dem Flug von Schanghai nach Manila. Von den 42 Insassen kamen 7 Passagiere ums Leben.[69]

- Am 20. Januar 1947 streifte eine Douglas DC-4/R5D der United States Navy (US Navy) (Bu unbekannt) bei einem radargeführten Anflug auf die Oakland Naval Air Station (Kalifornien, USA) im Nebel eine Böschung. Das Fahrwerk wurde abgerissen, die Maschine zerbrach in mehrere Teile, während sie rund 300 Meter weiterrutschte. Trotz eines ausgebrochenen Feuers kam nur einer der 21 Insassen ums Leben.[70]

- Am 6. Februar 1947 kollidierte eine Douglas DC-4/C-54B-15-DO der Aerovías Cubanas Internacionales (NC44567) bei Pedro Bernado, etwa 120 Kilometer westsüdwestlich von Madrid mit der Bergkette Sierra de Gredos. Alle 11 Insassen, drei Besatzungsmitglieder und 8 Passagiere, kamen ums Leben.[71]

- Am 15. Februar 1947 wurde eine Douglas DC-4 der kolumbianischen Avianca (C-114) im Anflug 30 Kilometer nordwestlich Bogotá (Kolumbien) in den 3200 Meter hohen Berg Tablazo geflogen. Bei diesem CFIT (Controlled flight into terrain) wurden alle 53 Insassen, 4 Besatzungsmitglieder und 49 Passagiere, getötet.[72]

- Am 7. März 1947 geriet eine Douglas DC-4/R5D-3 der United States Navy (US Navy) (Bu 92002) bei einer Notlandung auf der Guam-Agana Naval Air Station (Marianen) in Brand. Das Flugzeug wurde irreparabel beschädigt. Über Personenschäden ist nichts bekannt.[73]

- Am 29. Mai 1947 verunglückte eine Douglas DC-4/C-54D-5-DC der United States Army Air Forces (USAAF) (42-72553) im Anflug auf die Atsugi Air Base (Japan). Alle 41 Insassen der aus Seoul (Korea) kommenden Maschine, acht Besatzungsmitglieder und 33 Passagiere, kamen ums Leben.[74]

- Ebenfalls am 29. Mai 1947 rollte eine Douglas DC-4 der US-amerikanischen United Airlines (NC30046) auf dem Flughafen New York-La Guardia bei einem verspäteten Startabbruch aus dem Flughafengelände hinaus und explodierte. Die Ruderverriegelungen waren nicht gelöst worden. Nur 5 der 48 Insassen überlebten (siehe auch United-Air-Lines-Flug 521).[75]

- Am 30. Mai 1947 stürzte eine Douglas DC-4/C-54B der US-amerikanischen Eastern Air Lines (NC88814) auf dem planmäßigen Flug von Newark (New Jersey) nach Miami (Florida) aus dem Reiseflug heraus in ein Waldgebiet nahe Baltimore. Alle 53 Menschen an Bord kamen ums Leben. Die Ursache konnte nie geklärt werden.[76]

- Am 13. Juni 1947 wurde eine Douglas DC-4/C-54 der Pennsylvania-Central Airlines (NC88842) auf der Strecke von Pittsburgh nach Washington in einer Höhe von 430 m gegen einen Gebirgskamm in den Blue Ridge Mountains (Pennsylvania) geflogen. Die Maschine befand sich noch 85 Kilometer nordwestlich des Zielflughafens Washington-National. Bei diesem CFIT (Controlled flight into terrain) wurden alle 50 Insassen getötet.[77]

- Am 3. Juli 1947 stürzte eine Douglas DC-4/C-54G-1-DO der United States Army Air Forces (USAAF) (45-519) 470 Kilometer nordöstlich der Küste Floridas (USA) in den Atlantischen Ozean. In einem Unwettergebiet war die Kontrolle über das Flugzeug verloren gegangen. Alle 6 Besatzungsmitglieder kamen ums Leben.[78]

- Am 21. Juli 1947 gewann eine Douglas DC-4/C-54A-1-DO der argentinischen Luftstreitkräfte (T-44) beim Startversuch vom Flughafen Buenos Aires–El Palomar (Argentinien) keine Höhe und raste in eine Zuschauergruppe, die einen Formationsflug anlässlich eines Feiertags beobachten wollte. Von den 19 Insassen kamen 14 ums Leben, außerdem wurden drei Zuschauer am Boden getötet.[79]

- Am 23. Juli 1947 brannte eine Douglas DC-4/C-54D-15-DC der US-amerikanischen Seaboard & Western Airlines (NC91077) bei einem Hangarfeuer auf dem Flugplatz Saint Joseph-Rosecrans (Missouri, USA) aus. Über Personenschäden ist nichts bekannt.[80]

- Am 23. Juli 1947 brannte eine Douglas DC-4/C-54D-15-DC der US-amerikanischen Seaboard & Western Airlines (NC91086) bei einem Hangarfeuer auf dem Flugplatz Saint Joseph-Rosecrans (Missouri, USA) aus. Über Personenschäden ist nichts bekannt.[81]

- Am 12. August 1947 verflog sich die Besatzung einer Douglas DC-4/C-54A-DO der argentinischen Flota Aérea Mercante Argentina (FAMA) (LV-ABL) bei Nebel auf dem Weg nach Rio de Janeiro (Brasilien). Bei Cachoeiro de Itapemirim, sage und schreibe 330 Kilometer nordöstlich von Rio, wurde schließlich eine Notlandung durchgeführt, bei der das Flugzeug irreparabel beschädigt wurde. Alle Insassen überlebten den Unfall.[82]

- Am 19. September 1947 stürzte eine Douglas DC-4/C-54D-5-DC der United States Air Force (USAF) (42-72554) bei Puerto San Juan (Peru) in der Nähe von Marcona ins Meer, nachdem sie während des Fluges in Brand geraten war. Alle 14 Insassen, fünf Besatzungsmitglieder und 9 Passagiere, kamen ums Leben.[83]

- Am 20. September 1947 fielen zwei Triebwerke einer Douglas DC-4 der US-amerikanischen Pan American World Airways (NC88911) im Anflug auf den New Yorker LaGuardia Airport aus. Zudem entzündete ein Störlichtbogen die Fahrwerksreifen. Bei der Notlandung auf dem nahegelegenen Floyd Bennett Field setzte die Maschine kurz vor der Landebahnschwelle auf. Alle 41 Personen an Bord, fünf Besatzungsmitglieder und 36 Passagiere, überlebten den Unfall. Auslöser für das Feuer war unzureichende Isolation zwischen einer Stromschiene und der Halterung der Motorsteuerungsscheibe.[84]

- Am 24. September 1947 wurde eine Douglas DC-4/C-54 der United States Army Air Forces (USAAF) (Kennzeichen unbekannt) auf dem Flug von Manus (Admiralitätsinseln) nach Guam rund 700 Kilometer südlich von Guam von der Besatzung verlassen. Alle sechs Besatzungsmitglieder sprangen ab und überlebten.[85]

- Am 26. Oktober 1947 flog die Douglas DC-4 Sunnan der schwedischen AB Aerotransport (SE-BBG) in die westliche Flanke des Berges Hymettos nahe Athen. Die Maschine befand sich auf einem Flug von Istanbul über Athen, Rom, Genf und Kopenhagen nach Stockholm und war im Anflug auf den damals noch Athen-Hassani genannten Flughafen. Alle 44 Menschen an Bord wurden getötet, 8 Besatzungsmitglieder und 36 Passagiere.[86][87]

- Am 26. Oktober 1947 flog eine Douglas DC-4 der Pan American World Airways (NC88920) nach einer abgebrochenen Zwischenlandung auf dem Flughafen Annette Island (Alaska) bei schlechten Witterungsbedingungen gegen den Tamgas Mountain. Bei diesem CFIT (Controlled flight into terrain) wurden alle 18 Insassen getötet, 5 Besatzungsmitglieder und 13 Passagiere.[88]

- Am 19. November 1947 brannte eine Douglas DC-4/R5D-4 der United States Navy (US Navy) (Bu 90399) auf der Naval Air Station Honolulu (Hawaii, USA) aus. Über Personenschäden ist nichts bekannt.[89]

- Am 30. November 1947 setzte eine Douglas DC-4/C-54A-1-DO der US-amerikanischen Alaska Airlines (NC91009) bei der Landung auf dem Flughafen Seattle-Tacoma (US-Bundesstaat Washington) sehr spät und mit überhöhter Geschwindigkeit auf. Die Maschine überrollte das Landebahnende, geriet nach 70 Metern eine 7 Meter hohe Böschung hinunter, kreuzte unter Verlust der linken Tragfläche und des linken Hauptfahrwerks einen Graben und dann eine Straßenkreuzung, wobei sich das ausgetretene Flugbenzin entzündete und das Wrack in Flammen hüllte. Von den 28 Insassen wurden 8 getötet, ein Besatzungsmitglied und 7 Passagiere, sowie eine Person in einem Wagen auf der Kreuzung.[90]

- Am 10. Dezember 1947 stürzte eine Douglas DC-4/C-54D-5-DC der United States Air Force (USAF) (42-72572) nach dem Start vom Militärflugplatz Goose Bay (Neufundland, Kanada) 13 Kilometer westlich davon in einen Wald und brannte aus. Während des Starts herrschte Schneefall, der den Startvorgang beeinträchtigte. Von den 29 Insassen kamen 23 ums Leben, ein Besatzungsmitglied und 22 Passagiere.[91]

- Im Jahr 1948 (genaues Datum unbekannt) wurde eine Douglas DC-4/C-54A-15-DC der US-amerikanischen Trans Caribbean Airways (NC54083) an einem unbekannten Ort irreparabel beschädigt. Über Personenschäden ist nichts bekannt.[92]

- Am 13. Januar 1948 kam es mit einer Douglas DC-4/C-54A-5-DO der argentinischen Flota Aérea Mercante Argentina (FAMA) (LV-AFG) bei Ponte Galeria, 23 Kilometer östlich des Startflughafens Rom-Ciampino (Italien), zu einer Bruchlandung, ausgelöst durch einen Triebwerksbrand. Alle 7 Insassen, 6 Besatzungsmitglieder und ein Passagier, überlebten den Unfall auf dem Testflug.[93]

- Am 10. März 1948 ging eine Douglas DC-4 der US-amerikanischen Delta Air Lines (NC37478) nach einem zunächst normalen Startvorgang vom Chicago Municipal Airport (dem heutigen Midway Airport) (Illinois, USA) in etwa 60 Meter Höhe in einen fast senkrechten Steigflug über. Es kam zum Strömungsabriss und Absturz, der noch leicht abgefangen werden konnte. Von den 13 Insassen überlebte nur ein einziger Passagier (siehe auch Delta-Air-Lines-Flug 705).[94]

- Am 10. März 1948 kollidierte eine Douglas DC-4/C-54B-1-DC der US-amerikanischen American Airlines (NC90426) beim Start vom Flughafen Tulsa (Oklahoma, USA) mit einer nicht geräumten Schneewehe. Dadurch wurde das Bugfahrwerk dermaßen beschädigt, dass es sich nicht einfahren ließ. Bei der Notlandung auf dem Flughafen Dallas-Love Field wurde das Flugzeug deshalb irreparabel beschädigt. Alle 36 Insassen, drei Besatzungsmitglieder und 33 Passagiere, überlebten den Unfall.[95]

- Am 12. März 1948 wurde eine Douglas DC-4/C-54G-1-DO der US-amerikanischen Northwest Airlines (NC95422) in einer Höhe von 11.000 Fuß (3.350 Metern) in den 16.237 Fuß (4.949 Meter) hohen Berg Mount Sanford (Alaska, USA) geflogen. Die Maschine befand sich auf dem Weg von Anchorage-Merrill Field zum Flughafen New York-LaGuardia, als sie im Reiseflug von der sicheren Luftstraße abwich und in den Berg flog. Bei diesem CFIT (Controlled flight into terrain) wurden alle 30 Insassen, sechs Besatzungsmitglieder und 24 Passagiere, getötet. Das Wrack wurde erst gut 50 Jahre später, im Jahr 1999 gefunden (siehe auch Northwest-Airlines-Flug 4422).[96]

- Am 25. März 1948 wurden zwei Douglas DC-4/C-54 der United States Air Force (USAF) (beide Kennzeichen unbekannt) auf der Tinker Air Force Base (Oklahoma City, USA) durch einen Tornado irreparabel beschädigt. Personen kamen nicht zu Schaden.[97][98]
  - Nach einer Aufstellung der National Oceanic and Atmospheric Administration wurden dabei 15 weitere DC-4/C-54 zerstört, ebenso wie 72 Flugzeuge anderer Typen.[99]

- Am 10. April 1948 verunglückte eine Douglas DC-4-1009 der Air France (F-BBDC) beim Start zu einem Positionierungsflug auf dem Flughafen Kano (Nigeria). Aufgrund eines blockierten Bugfahrwerks geriet das Flugzeug schon nach 480 Metern von der Startbahn ab, kreuzte eine andere Bahn und einen Graben, beschleunigte weiter immer noch mit Vollgas, und schlug schließlich in ein Gebäude ein. Dabei wurde von den 6 Besatzungsmitgliedern, den einzigen Insassen, eines getötet (siehe auch Flugunfall der Air France in Kano 1948).[100]

- Am 12. Mai 1948 (in manchen Quellen 13. Mai) geriet eine Douglas DC-4-1009 der belgischen Sabena (OO-CBE) auf einem Inlandsflug von Leopoldville nach Libenge im Kongo in einen Tornado und stürzte in ein Waldgebiet. Von den 32 Insassen kamen 31 ums Leben (siehe auch Flugunfall der Sabena bei Magazini).[101][102]

- Am 13. Mai 1948 wurde eine Douglas DC-4/C-54G der United States Air Force (USAF) (45-0538) während eines Starkregens 3,2 Kilometer nördlich von Easthampton (Massachusetts, USA) in den Boden geflogen. Bei diesem CFIT (Controlled flight into terrain) wurden alle 3 Besatzungsmitglieder getötet.[103]

- Am 16. Juni 1948 wurde eine Douglas DC-4-1009 der niederländischen KLM Royal Dutch Airlines (PH-TCF) im Anflug auf den Flughafen Amsterdam Schiphol (Niederlande) trotz mehrfacher Warnungen des Flugingenieurs durch den Kapitän derart langsam und tief angeflogen, dass sie weit vor der Landebahn Bäume berührte und 175 Meter vor der Bahn auf die Kante eines Grabens prallte, wieder hochsprang und auf der Landebahn aufschlug. Dies war so heftig, dass das Flugzeug irreparabel beschädigt war. Bei diesem CFIT (Controlled flight into terrain) überlebten alle 27 Insassen, sieben Besatzungsmitglieder und 20 Passagiere.[104]

- Am 12. Juli 1948 kam es mit einer eine Douglas DC-4-1009 der französischen Air France (F-BBDL) auf dem Flughafen Paris-Orly (Frankreich) zu einer Bruchlandung. Die Maschine fing Feuer und brannte aus. Alle 12 Insassen, vier Besatzungsmitglieder und 8 Passagiere, überlebten den Unfall.[105]

- Am 13. August 1948 verunglückte eine Douglas DC-4/C-54G-1-DO der United States Air Force (USAF) (45-514) bei der Landung auf dem Flughafen Berlin-Tempelhof. Die Maschine überrollte das Ende der Landebahn 27R, kollidierte mit dem Tempelhofer Damm und fing Feuer. Das Flugzeug wurde irreparabel beschädigt. Alle drei Besatzungsmitglieder überlebten den Unfall.[106]

- Am 3. September 1948 verunglückte eine Douglas DC-4 der Transportes Aéreos Portugueses (CS-TSB) auf einem Trainingsflug am Flughafen Lissabon-Portela. Es kam zu einer derart harten Landung, dass das Flugzeug zum Totalschaden wurde. Alle fünf Besatzungsmitglieder überlebten den Unfall.[107]

- Am 22. September 1948 kam es mit einer Douglas DC-4/C-54A-15-DC der mexikanischen Aerovias Guest (XA-GUU) beim Start vom Flughafen Santa Maria (Azoren, Portugal) zu einem Triebwerks-Leistungsverlust. Die daraus resultierende Bruchlandung überlebten alle 44 Insassen, neun Besatzungsmitglieder und 35 Passagiere.[108]

- Am 28. September 1948 brannte eine Douglas DC-4 der US-amerikanischen Trans World Airlines (TWA) (NC45345) auf dem Flughafen LaGuardia (New York, USA) aus. Ein Mechaniker hatte offenbar unsachgemäß die Sauerstofftanks aufgefüllt, wobei ein Feuer im mittleren Bereich der Maschine ausbrach. Über Personenschäden ist nichts bekannt.[109]

- Am 18. Oktober 1948 flog eine Douglas DC-4/C-54D der United States Air Force (USAF) (42-72688) während des Anflugs auf den Flughafen Frankfurt in die Berge des Taunus. Die Maschine kollidierte etwa 20 Kilometer nördlich vom Zielflughafen mit Bäumen. Das Flugzeug war für die Berliner Luftbrücke im Einsatz und befand sich auf dem Rückweg vom Flughafen Berlin-Tempelhof. Bei diesem CFIT (Controlled flight into terrain) wurden alle drei Besatzungsmitglieder getötet.[110]

- Am 27. Oktober 1948 flog eine Douglas DC-4/C-54A-15-DC der US-amerikanischen Northwest Airlines (NC88785) 55 Kilometer nördlich des Startflughafens Edmonton Municipal Airport (Alberta, Kanada) entfernt in einen Berg. Kurz nach dem Abheben hatte der Kapitän unvermittelt das Triebwerk Nr. 1 (links außen) abgestellt, um einen Triebwerksausfall zur Übung des fliegenden Ersten Offiziers zu simulieren. Die Maschine stieg nur sehr langsam und überflog das Stadtzentrum in nur rund 120 Metern Höhe. Dann ließ der Kapitän dieses Triebwerk erneut an und meldete eine Flughöhe von 7000 Fuß. Tatsächlich aber flog die Maschine in nur 3000 Fuß Höhe, 210 Meter über dem Boden. Der Kapitän stellte nun beide linke Triebwerke ab und wollte dem Ersten Offizier Notverfahren beibringen. Als er die gefährlich niedrige Höhe bemerkte, war es zu spät für eine Anlassen der absichtlich abgestellten Motoren. Das Flugzeug streifte Baumkronen, stürzte nach ein paar Hundert Metern ab und fing Feuer. Als Unfallursache wurde das unverantwortliche Handeln des Kapitäns festgestellt, der in gefährlich niedriger Höhe simulierte Notverfahren üben lassen wollte. Von den fünf Besatzungsmitgliedern, den einzigen Insassen, wurden 2 getötet (siehe auch Northwest-Airlines-Flug 6427).[111]

- Am 15. November 1948 überrollte eine Douglas DC-4/R5D-3 der United States Navy (US Navy) (Bu 56545) bei der Landung auf dem Flughafen Berlin-Tempelhof das Landebahnende und fing Feuer. Alle vier Besatzungsmitglieder überlebten den Unfall, je zwei mit leichten und schweren Verletzungen.[112]

- Am 5. Dezember 1948 wurde eine Douglas DC-4/C-54D-10-DC der United States Air Force (USAF) (42-72686) 1930 Kilometer südwestlich von Hawaii im Pazifischen Ozean notgewassert. Die Maschine befand sich auf einem Flug von Okinawa (Japan) zur Spokane-Fairchild Air Force Base (Washington, USA). Von den 37 kamen 4 ums Leben, die 33 Überlebenden wurden nach 40 Stunden gerettet.[113]

- Ebenfalls am 5. Dezember 1948 stürzte eine Douglas DC-4/C-54D-10-DC der United States Air Force (USAF) (42-72698) kurz nach dem Start vom Fliegerhorst Faßberg (Niedersachsen) ab. Die Maschine war für die Berliner Luftbrücke im Einsatz und sollte nach Berlin-Gatow fliegen. Alle 3 Besatzungsmitglieder, die einzigen Insassen, kamen ums Leben.[114]

- Am 11. Dezember 1948 flog eine Douglas DC-4/R5D-3 der United States Navy (US Navy) (Bu 56502) auf dem Rückweg vom Flughafen Berlin-Tempelhof im Anflug auf den Flughafen Frankfurt während der Berliner Luftbrücke 1,6 Kilometer südlich von Königstein in den Taunus. Fünf der sechs Insassen überlebten, einer wurde getötet.[115]

- Am 12. Dezember 1948 verunglückte eine Douglas DC-4/C-54A-5-DC der Peruvian International Airways (OB-SAF-175) bei der Landung auf dem Flughafen Antofagasta (Chile) und brannte aus. Alle 6 (oder 8?) Insassen, zwei Besatzungsmitglieder und 4 Passagiere, überlebten den Unfall.[116]

- Am 21. Dezember 1948 wurde eine aus Shanghai kommende Douglas DC-4/C-54B-5-DO der chinesischen China National Aviation Corporation (CNAC) (XT-104) 16 Kilometer östlich des Zielflughafens Hongkong-Kai Tak in einer Höhe von nur 100 Metern in einen Hügel auf Basalt Island geflogen. Die Piloten hatten den Flug fortgesetzt, obwohl die Wolkendecke tiefer als 100 Meter lag. Bei diesem CFIT (Controlled flight into terrain) wurden alle 35 Insassen getötet, sieben Besatzungsmitglieder und 28 Passagiere.[117]

- Am 2. Januar 1949 stürzte eine Douglas DC-4/C-54B-15-DO der israelischen Luftstreitkräfte (IDFAF 1801) in der Nähe von Tel Aviv (Israel) auf einen Strand. Über Personenschäden ist nichts bekannt.[118]

- Am 7. Januar 1949 wurde eine Douglas DC-4/C-54G-5-DO der United States Air Force (USAF) (45-543) nahe Garstang (UK) auf einem Flug nach Sichtflugregeln in den Boden geflogen. Die Maschine war auf dem Weg von der Frankfurter Rhein-Main Air Base nach Burtonwood. Bei diesem CFIT (Controlled flight into terrain) wurden alle 6 Insassen, vier Besatzungsmitglieder und 2 Passagiere, getötet.[119]

- Am 12. Januar 1949 stürzte eine Douglas DC-4/C-54D-5-DC der United States Air Force (USAF) (42-72629) beim Anflug vier Kilometer östlich des Zielflughafens Frankfurt ab. Das Flugzeug war für die Berliner Luftbrücke im Einsatz und befand sich auf dem Rückweg von Berlin, als es in einen Schneesturm geriet. Alle 3 Besatzungsmitglieder kamen ums Leben.[120]

- Am 18. Januar 1949 verunglückte eine Douglas DC-4/C-54G-15-DO der United States Air Force (USAF) (45-563) im Anflug auf den Fliegerhorst Faßberg (Niedersachsen). Die Maschine war für die Berliner Luftbrücke im Einsatz und befand sich auf dem Rückweg vom Flughafen Berlin-Tempelhof. Eines der 3 Besatzungsmitglieder kam ums Leben, die anderen zwei überlebten.[121]

- Am 4. Februar 1949 stürzte eine Douglas DC-4/C-54A-1-DO der britischen Skyways (1946) (G-AJPL) im Anflug auf den Militärflugplatz Tripolis-Castel Benito (Libyen) ab. Bei starkem Regen fiel in etwa 700 Fuß (210 Metern) Höhe das Triebwerk Nr. 4 (rechts außen) aus, gleich danach auch Triebwerk Nr. 3 (rechts innen). Die Maschine verlor an Höhe und stürzte ins Gelände. Von den 53 Insassen überlebten 52 den Unfall; eines der neun Besatzungsmitglieder kam ums Leben. Grund für den doppelten Triebwerksausfall waren fehlerhafte Bedienungen der Treibstoffzufuhr aus den Tanks (siehe auch Flugunfall der Skyways bei Tripolis 1949).[122]

- Am 15. Februar 1949 verunglückte eine Douglas DC-4/C-54M der United States Air Force (USAF) (44-9062) nach einem Triebwerksausfall bei der Landung auf dem Militärflugplatz Celle (Niedersachsen). Nach einem anderen Bericht ereignete sich der Unfall etwa 10 Meilen (16 Kilometer) nördlich davon. Das Flugzeug wurde irreparabel beschädigt. Alle drei Besatzungsmitglieder überlebten den Unfall.[123]

- Am 15. Februar 1949 vergaß die Flugbesatzung einer Douglas DC-4/R5D-2 der United States Navy (US Navy) (Bu 90386) im Anflug auf den Flugplatz Oberpfaffenhofen (Bayern), das Fahrwerk auszufahren. Es kam zu einer Bauchlandung. Feuer brach aus, die Maschine wurde zerstört. Alle Besatzungsmitglieder überlebten den Unfall.[124]

- Am 4. März 1949 stürzte eine Douglas DC-4/C-54E-5-DO der United States Air Force (USAF) (44-9086) bei dem Dorf Heroldishausen in der Nähe von Bad Langensalza (Thüringen) in ein Feld. Das Flugzeug war für die Berliner Luftbrücke im Einsatz und befand sich auf dem Flug vom Flugplatz Wiesbaden-Erbenheim (Hessen) zum Flughafen Berlin-Tempelhof. Durch eine Ölleckage an einem Triebwerk war ein Brand an Bord entstanden. Der Kommandant kam ums Leben; die beiden anderen Besatzungsmitglieder und die zwei Passagiere sprangen mit dem Fallschirm ab und überlebten.[125]

- Am 26. Mai 1949 kam es mit einer Douglas DC-4/C-54D-15-DC der United States Air Force (USAF) (43-17230) auf dem Militärflugplatz Celle (Niedersachsen) zu einer Bruchlandung. Das Flugzeug wurde irreparabel beschädigt. Alle Insassen überlebten den Unfall.[126]

- Am 30. Mai 1949 wurde eine Douglas DC-4/R5D-3 (C-54D) der United States Navy (US Navy) (Bu 56532) bei der Landung auf der Ernest Harmon Air Force Base (Neufundland, Kanada) durch technisches Versagen irreparabel beschädigt. Alle Insassen überlebten den Unfall.[127]

- Am 24. Juni 1949 wurde eine Douglas DC-4/R5D-4 (C-54E) der United States Navy (US Navy) (Bu 90400) bei der Landung auf der Ernest Harmon Air Force Base (Neufundland, Kanada) irreparabel beschädigt. Alle Insassen überlebten den Unfall.[128]

- Am 25. Juni 1949 kam es mit einer Douglas DC-4/C-54E-1-DO der United States Air Force (USAF) (44-9050) zu einer Bruchlandung auf dem Flughafen Berlin-Tempelhof. Die Maschine überschlug sich bei der Landung und blieb auf dem Rücken liegen. Das Flugzeug war für die Berliner Luftbrücke im Einsatz und befand sich auf dem Flug vom Flughafen Frankfurt. Alle drei Besatzungsmitglieder überlebten den Unfall, eines davon verletzt.[129]

- Am 12. Juli 1949 stürzte eine Douglas DC-4/C-54D-1-DC der United States Air Force (USAF) (42-72476) 19 Kilometer westlich von Rathenow (heute Brandenburg) ab, etwa 90 Kilometer westlich von Berlin. Auslöser war der Ausfall der beiden rechten Triebwerke Nr. 3 und 4. Das Flugzeug war für die Berliner Luftbrücke im Einsatz, hatte 10 Tonnen Kohle geladen und befand sich auf dem Flug vom Militärflugplatz Celle (Niedersachsen) zum FlugplatzBerlin-Gatow. Alle 3 Besatzungsmitglieder kamen ums Leben. In einer Quelle wird dieses Kennzeichen nicht mit dem Unfall in Verbindung gebracht.[130]

- Am 15. August 1949 mussten die Piloten einer Douglas DC-4/C-54A der US-amerikanischen Transocean Air Lines (N79998) etwa 13 Kilometer vor der irischen Westküste eine nächtliche Notwasserung durchführen. Das aus Rom kommende Flugzeug flog zunächst weit auf den Atlantik hinaus, anstatt in Shannon zwischenzulanden. Nachdem die Besatzung ihren Irrtum bemerkt hatte und umgekehrt war, ging der Treibstoff aus. Sieben Fluggäste und ein Besatzungsmitglied kamen ums Leben. Weitere 50 Personen wurden von der Besatzung eines Fischtrawlers gerettet (siehe auch Flugunfall bei Lurga Point).[131]

- Am 27. September 1949 kam es in einer Douglas DC-4/C-54A der argentinischen Flota Aérea Mercante Argentina (FAMA) (LV-ABI) während des Fluges zu einem Brand. Bei der Notlandung nahe Castilla (Provinz Buenos Aires, Argentinien) kamen von den 27 Insassen 5 ums Leben, 3 Besatzungsmitglieder und 2 Passagiere. Das Flugzeug wurde zerstört[132]

- Am 20. Oktober 1949 flog eine Douglas DC-4/C-54A-15-DC der französischen Air France (F-BBDS) 3 Kilometer vor dem Flughafen Karatschi (Pakistan) in sandiges Buschland. Diesen CFIT (Controlled flight into terrain) überlebten alle Insassen. Das Flugzeug wurde irreparabel beschädigt.[133]

- Am 1. November 1949 stieß ein Kampfflugzeug des Typs Lockheed P-38 Lightning der Bolivianischen Luftfahrtbehörde (NX26927) kurz vor dem Flughafen Washington/National mit einer Douglas DC-4 der US-amerikanischen Eastern Air Lines (N88727) zusammen, die sich gerade in der Endanflugkurve befand. Alle 55 Insassen der DC-4 wurden getötet. Der bolivianische Pilot war zu diesem Zeitpunkt ohne Freigabe in den Anflug gegangen (siehe Eastern-Air-Lines-Flug 537).[134][135]

- Am 22. November 1949 flog eine Douglas DC-4/C-54D-1-DC der United States Air Force (USAF) (42-72474) 48 Kilometer östlich von Kelso (Washington) (USA) gegen den Mount St. Helens. Die Maschine wurde auf dem Flug von McChord Air Force Base zum Flughafen Portland vermisst und erst acht Tage später gefunden. Alle 6 Besatzungsmitglieder wurden getötet.[136]

- Am 28. November 1949 wurde eine Douglas DC-4/C-54A-15-DC der Air France (F-BELO) im Anflug auf den nebelverhangenen Flughafen Lyon-Bron bei Saint-Just-Chaleyssin (Département Isère, Frankreich) gegen einen Baum auf einer kleinen Anhöhe geflogen. Der Punkt befand sich noch volle 16 Kilometer südsüdöstlich des Zielflughafens. Die Maschine stürzte zu Boden und fing Feuer. Bei diesem CFIT (Controlled flight into terrain) wurden von den 38 Insassen 5 getötet, vier Besatzungsmitglieder und ein Passagier.[137]

- Am 30. Dezember 1949 musste mit einer Douglas DC-4/C-54A-DO der indischen Bharat Airways (VT-CYK) bei Comilla (Ostpakistan) eine Notlandung durchgeführt werden. Die drei Besatzungsmitglieder, einzige Insassen auf dem Frachtflug, überlebten den Unfall. Allerdings wurden 7 Dorfbewohner getötet, die sich um das Wrack versammelt hatten, als die Benzintanks explodierten (Flugunfall der Bharat Airways 1949).[138]

## 1950er-Jahre
- Am 11. Januar 1950 überrollte eine Douglas DC-4/C-54G-5-DO der United States Air Force (USAF) (Luftfahrzeugkennzeichen 45-0570) bei der Landung auf der Kodiak Air Force Base (Alaska, USA) das Landebahnende und kam im Wasser des Paul's Harbor zum Stillstand. Alle 28 Insassen, Besatzungsmitglieder und Passagiere, überlebten den Unfall. Das Flugzeug wurde zerstört.[139]

- Am 22. Januar 1950 brannte eine Douglas DC-4-1009 der französischen Air France (F-BBDB) auf dem Flughafen Paris-Orly (Frankreich) aus. Eine herunter gefallene, zerbrochene Glühbirne entzündete ein Sammelgefäß für Treibstoff und Öl, wodurch zunächst die linke Tragfläche Feuer fing. Personen kamen nicht zu Schaden. Das Flugzeug wurde irreparabel beschädigt.[140]

- Am 26. Januar 1950 verschwand eine Douglas DC-4/C-54D-1-DC des United States Marine Corps (USMC) (42-72469) auf einem Flug von der Elmendorf Air Force Base (Alaska, USA) zur Great Falls Air Force Base (Montana, USA) in der Nähe von Snag (Yukon, Kanada). Alle 44 Insassen, acht Besatzungsmitglieder und 36 Passagiere, kamen ums Leben. Bis zumindest 1951 wurde das Wrack nicht gefunden.[141]

- Am 5. Februar 1950 rutschte eine Douglas DC-4 (C-54A) der israelischen El Al (4X-ACD) während des Starts auf dem Flughafen Tel Aviv-Lod von der Startbahn und fing Feuer. Alle 50 Insassen überlebten den Vorfall.[142]

- Am 9. Februar 1950 verunglückte eine Douglas DC-4/C-54E-10-DO der United States Air Force (USAF) (44-9091) 11 Kilometer nordöstlich von Raynesford (Montana, USA). Alle 3 Besatzungsmitglieder kamen ums Leben.[143]

- Am 21. April 1950 wurde eine Douglas DC-4/C-54D-10-DC der United States Air Force (USAF) (42-72704) in den 2.141 Meter (7.024 Fuß) hohen Berg Hiragatake geflogen, 34 Kilometer südwestlich des Zielflugplatzes Tachikawa (Tokio, Japan). Als die Besatzung ihre Position über dem Funkfeuer O-Shima meldete, erhielt sie die Freigabe, auf 5.000 Fuß zu sinken. Allerdings befand sich die Maschine noch 40 Kilometer südwestlich des Funkfeuers. Bei diesem CFIT (Controlled flight into terrain) wurden alle 35 Insassen getötet, acht Besatzungsmitglieder und 27 Passagiere.[144]

- Am 26. April 1950 musste eine Douglas DC-4/C-54D-5-DC der United States Air Force (USAF) (42-72597) aufgrund eines Feuers während des Fluges 6,5 Kilometer östlich von Hartsville (South Carolina, USA) in einem Haferfeld notgelandet werden. Das Flugzeug wurde irreparabel beschädigt. Alle 4 Besatzungsmitglieder überlebten den Unfall.[145]

- Am 12. Juni 1950 flog eine aus Karatschi kommende Douglas DC-4-1009 der Air France (F-BBDE) im Anflug auf den Flughafen Bahrain 5,5 Kilometer vom Zielflughafen entfernt ins Wasser. Von den 52 Insassen wurden 46 getötet. Als beitragender Unfallfaktor wurde Übermüdung der Piloten festgestellt.[146][147]

- Am 14. Juni 1950 flog eine weitere aus Karatschi kommende Douglas DC-4-1009 der Air France (F-BBDM) im Anflug auf den Flughafen Bahrain ins Wasser, nur 1600 Meter vom Unfallort der zwei Tage vorher verunglückten Maschine. Von den 53 Insassen wurden 40 getötet. Als beitragende Unfallfaktoren wurde die fehlende Ausrüstung des Flughafens Bahrain mit geeigneter Nachtflugbefeuerung und Funknavigationshilfen konstatiert.[148][149]

- Am 24. Juni 1950 (GMT) stürzte eine Douglas DC-4 der US-amerikanischen Northwest Airlines (N95425) auf dem Flug von New York nach Seattle beim Durchflug einer Gewitterlinie ca. 30 km nördlich von Benton Harbor in den Michigansee, USA. Alle 55 Passagiere und 3 Besatzungsmitglieder kamen ums Leben. Es war zu dieser Zeit der schwerste Verkehrsflugzeugunfall in den USA (siehe Northwest-Airlines-Flug 2501).[150]

- Am 25. Juni 1950 wurde eine frisch reparierte Douglas DC-4/C-54D-10-DC der United States Air Force (USAF) (42-72648) auf dem Militärflugplatz Seoul K-14 (Südkorea) durch einen Luftangriff nordkoreanischer Kampfflugzeuge schwer beschädigt. Die Maschine wurde dann durch die US-Flugbesatzung absichtlich in Brand gesetzt und zerstört. Alle Insassen überlebten die Zerstörung.[151]

- Am 26. Juni 1950 kollidierte eine Douglas DC-4 der Australian National Airways (VH-ANA) nach mehrfachem Triebwerksausfall 56 km östlich vom Startflughafen Perth, Western Australia, mit einer Hügelkette und wurde zerstört. Alle 29 Menschen an Bord kamen ums Leben.[152]

- Am 30. Juni 1950 wurde eine Douglas DC-4/C-54G-1-DO der United States Air Force (USAF) (45-518) 8 Kilometer westlich des Militärflugplatzes Busan-Gimhae (Südkorea) in einen 600 Meter hohen Hügel geflogen. Bei diesem CFIT (Controlled flight into terrain) wurden alle 23 Insassen, fünf Besatzungsmitglieder und 18 Passagiere, getötet.[153]

- Am 29. Juli 1950 wurde eine Douglas DC-4/C-54D-10-DC der United States Air Force (USAF) (42-72700) 156 Kilometer westlich von Juneau (Alassa, USA) 1000 Fuß (300 Meter) unterhalb des Gipfels in einen Berg geflogen. Bei diesem CFIT (Controlled flight into terrain) wurde eines der 6 Besatzungsmitglieder getötet.[154]

- Am 6. September 1950 stürzte eine Douglas DC-4/C-54D-5-DC der United States Air Force (USAF) (42-72583) 7 km hinter dem Startflughafen Osaka-Itami (Japan) ab. Alle 11 Insassen kamen ums Leben.[155]

- Am 10. September 1950 musste eine Douglas DC-4/R5D-3 der United States Navy (US Navy) (Bu 87755) nahe den Midwayinseln wegen Treibstoffmangels nach groben Navigationsfehlern notgewassert werden. Die Maschine war auf dem Weg von Tokio nach Hawaii, als ihr gut 2000 Kilometer vor dem Ziel das Benzin ausging. Alle 7 Besatzungsmitglieder wurden gerettet.[156]

- Am 14. September 1950 verunglückte eine Douglas DC-4/C-54B-20-DO der isländischen Loftleidir (TF-RVC) in 6000 Fuß (1800 Metern) Höhe auf dem nordwestlichen Abhang des Vatnajökull-Gletschers (Island). Die Maschine wurde fünf Tage später gefunden. Alle sechs Insassen des Frachtfluges hatten den Unfall überlebt.[157]

- Am 19. September 1950 stürzte eine Douglas DC-4/R5D-3 der United States Navy (US Navy) (Bu 56496) kurz nach dem Start vom Dyess Army Airfield auf Kwajalein (Marshallinseln) in den Pazifik. Die Maschine sollte nach Tokio fliegen. Alle 26 Insassen, sieben Besatzungsmitglieder und 19 Passagiere, kamen ums Leben.[158]

- Am 26. September 1950 stürzte eine Douglas DC-4/C-54D-1-DC der United States Air Force (USAF) (42-72457) kurz nach dem Abheben vom Militärflugplatz Ashiya (Japan) ins Meer. Die Maschine transportierte Truppen und Nachschubgüter während des Koreakrieges. Von den 51 Insassen kamen 23 ums Leben, fünf Besatzungsmitglieder und 18 Passagiere.[159]

- Am 9. November 1950 verunglückte eine Douglas DC-4/C-54D-10-DC der United States Air Force (USAF) (42-72742) 4,5 Kilometer nördlich von Pjöngjang (Nordkorea). Alle 3 Besatzungsmitglieder kamen ums Leben.[160]

- Am 13. November 1950 wurde eine Douglas DC-4/C-54B-1-DC der kanadischen Curtiss Reid Flying Services (CF-EDN) in einen 2050 Meter hohen Berg 48 Kilometer südlich von Grenoble (Département Isère) geflogen. Die Maschine befand sich auf einem Pilgerflug von Rom nach Montreal mit mehreren Zwischenlandungen und war rund 80 Kilometer vom Kurs abgekommen. Bei diesem CFIT (Controlled flight into terrain) wurden alle 58 Insassen getötet, sieben Besatzungsmitglieder und 51 Passagiere.[161]

- Am 19. November 1950 stürzte eine Douglas DC-4/C-54D-10-DC der United States Air Force (USAF) (42-72662) auf dem Militärflugplatz Pjöngjang (Nordkorea) wegen eines Triebwerksbrandes ab. Das Flugzeug brannte dann komplett aus. Alle Insassen überlebten den Unfall.[162]

- Am 8. Dezember 1950 wurde eine Douglas DC-4/C-54A der französischen Transports Aériens Intercontinentaux (TAI) (F-BELB) vier Minuten nach dem Start vom Flughafen Bangui, Zentralafrikanische Republik, 16 Kilometer südlich davon in höher gelegenes Gelände geflogen. Die Maschine sollte 50 senegalesische Soldaten nach Dar es Salaam (Tanganjika) bringen. Von den 56 Insassen kamen 46 ums Leben. Unfallursachen waren mangelhafte Karteninformationen, Ignorieren der topographischen Gegebenheiten, eine zu niedrig gewählte Steiggeschwindigkeit und daraus resultierend ein Controlled flight into terrain.[163][164][165][166][167]

- Am 13. Dezember 1950 wurde eine Douglas DC-4-1009 der schweizerischen Swissair (HB-ILE) im Anflug auf den Ausweichflugplatz Sydney Airport (Nova Scotia) (Kanada) in die Anflugbefeuerung geflogen. Die linke Tragfläche berührte den Boden und brach ab. Die Maschine befand sich auf einem Flug von Genf über Shannon und Gander nach New York. Aufgrund des schlechten Wetters in Gander wurde nach Sydney ausgewichen. Bei diesem CFIT (Controlled flight into terrain) überlebten alle 31 Insassen den Unfall, elf Besatzungsmitglieder und 20 Passagiere.[168]

- Am 19. Dezember 1950 wurde eine Douglas DC-4/C-54E-5-DO der United States Air Force (USAF) (44-9096) in die Flanke des Berges Tabayoc (Philippinen) geflogen, 168 Kilometer nordnordöstlich des Zielflughafens Clark Air Base. Die aus Japan kommende Maschine kollidierte in 8.000 Fuß (2.438 Meter) Höhe mit dem 9.252 Fuß (2.820 Meter) hohen Berg. Bei diesem CFIT (Controlled flight into terrain) wurden alle 37 Insassen getötet, sieben Besatzungsmitglieder und 30 Passagiere.[169]

- Am 14. Januar 1951 überrollte eine Douglas DC-4-1009 der US-amerikanischen National Airlines (N74685) bei der Landung auf dem Flughafen Philadelphia, Pennsylvania, das Ende der Landebahn und fing sofort Feuer. Von den 28 Insassen starben 7, darunter auch ein Crewmitglied.[170]

- Am 16. Januar 1951 flog eine Douglas DC-4/C-54D-1-DC der United States Air Force (USAF) (42-72495) 4,5 Kilometer nordwestlich des Flugplatzes von Taejon (K-5 Air Base) (Südkorea) gegen einen Hügel. Bei diesem CFIT (Controlled flight into terrain) wurden alle 4 Besatzungsmitglieder getötet.[171]

- Am 31. Januar 1951 stürzte eine Douglas DC-4/C-54D-1-DC der Portugiesischen Luftstreitkräfte (Kennzeichen PAF 282 oder PAF 6603) um 23:03 Uhr während des Anflugs auf den Luftwaffenstützpunkt Lajes (Azoren, Portugal) nahe Terceira (Azoren, Portugal) ins Meer. Alle 14 Insassen, die zwei Crewmitglieder und zwölf Passagiere, kamen ums Leben.[172][173][174]

- Am 3. Februar 1951 flog eine Douglas DC-4-1009 der Air France (F-BBDO) nahe Buea, Kamerun in 2600 Metern Höhe in einen Berg. Die Maschine war auf dem Weg von Douala nach Niamey. Alle 23 Passagiere und sechs Crewmitglieder starben.[175][176]

- Am 11. März 1951 wurde eine Douglas DC-4/R5D-1 der thailändischen Pacific Overseas Airlines (HS-POS) mit 4 Crewmitgliedern und 20 Passagieren an Bord nach dem Start vom Flughafen Hongkong-Kai Tak, trotz schlechten Wetters im Sichtflug, in eine Hügelkette geflogen. Alle 24 Insassen starben.[177]

- Am 25. März 1951 wurde eine Douglas DC-4/C-54D-10-DC der United States Air Force (USAF) (42-72663) bei der Landung in schlechtem Wetter auf dem Militärflugplatz Busan-Gimhae (K-9) (Südkorea) irreparabel beschädigt. Über Personenschäden ist nichts bekannt.[178]

- Am 30. März 1951 geriet eine Douglas DC-4/C-54B-1-DC der US-amerikanischen Seaboard & Western Airlines (N74644) bei der Landung auf dem Flughafen Keflavík (Island) seitlich von der Landebahn ab. Sie schlug gegen eine hartgefrorene Schneewehe und fing Feuer. Das Flugzeug wurde irreparabel beschädigt. Alle sechs Besatzungsmitglieder des Frachtflugs überlebten den Unfall.[179]

- Am 10. April 1951 stürzte eine Douglas DC-4/C-54D der United States Air Force (USAF) (42-72734) auf der Ladd Air Force Base (Alaska, USA) ab. Mit der Maschine sollte versucht werden, das Seil eines am Boden stehenden Lastenseglers im Flugzeugschlepp aufzunehmen. Das Seil verwickelte sich im Höhenruder der als Schleppmaschine eingesetzten DC-4, woraufhin die Kontrolle über diese verloren ging; sie stürzte zu Boden und explodierte. Alle 8 Besatzungsmitglieder kamen ums Leben.[180]

- Am 25. April 1951 kollidierte eine Douglas DC-4 der Cubana (CU-T188) in der Nähe von Key West, Florida, mit einer Beechcraft 18 Kansan der US Navy (Bu 39939). Alle 39 Insassen der DC-4 sowie die 4 Insassen im anderen Flugzeug kamen ums Leben.[181]

- Am 30. Mai 1951 wurde eine Douglas DC-4/R5D-3 der United States Navy (Bu 56513) am südlichen Ende des Militärflugplatzes Busan-Gimhae (Südkorea) in einen Hügel geflogen. Bei diesem CFIT (Controlled flight into terrain) wurden alle fünf Crewmitglieder getötet.[182]

- Am 13. Juli 1951 startete eine Douglas DC-4/C-54B der thailändischen Siamese Airways (HS-POA) überladen auf dem Flughafen Bangkok-Don Mueang, Thailand und verunglückte. Alle Insassen überlebten. Das Flugzeug fing Feuer und brannte aus.[183]

- Am 18. Juli 1951 verunglückte eine Douglas DC-4/C-54A der französischen TAI (F-BDRI) kurz nach dem Start vom Flughafen Antananarivo-Arivonimamo (Madagaskar). Alle Besatzungsmitglieder des Frachtflugs überlebten.[184]

- Am 21. Juli 1951 verschwand eine Douglas DC-4 der Canadian Pacific Air Lines (CF-CPC) auf dem Flug von Vancouver nach Anchorage zwischen Sitka und Yakutat. Die Maschine sollte über Tokio nach Korea weiterfliegen. Bis heute wurden weder Wrackteile noch Insassen gefunden. Alle 37 Personen an Bord wurden für tot erklärt.[185][186]

- Am 18. Oktober 1951 wurde eine Douglas DC-4/R5D der United States Navy (US Navy) (Kennzeichen unbekannt) im Anflug auf die Johnston Island Air Force Base (United States Minor Outlying Islands) vor der Landebahn in den Boden geflogen und ging in Flammen auf. Alle 29 Insassen, Besatzungsmitglieder und Passagiere, konnten aus dem brennenden Wrack herausspringen und überlebten diesen CFIT (Controlled flight into terrain), aber 22 davon erlitten Brandverletzungen.[187]

- Am 17. November 1951 kollidierte eine Douglas DC-4/C-54D-10-DC der US-amerikanischen Overseas National Airways (ONA) (N79992) in der Nähe des Flughafens Oakland (Kalifornien, USA) mit einer anderen DC-4/C-54B der California Eastern Airways (N4002B). Die Maschine der ONA verlor dabei Teile ihres Leitwerks, stürzte auf eine Landstraße und fing Feuer. Alle 3 Besatzungsmitglieder, die einzigen Insassen auf dem Prüfungsflug, kamen ums Leben; am Boden wurden elf Personen verletzt. Die andere DC-4 konnte beschädigt auf dem Flughafen von San Francisco landen.[188]

- Am 24. November 1951 stürzte eine Douglas DC-4 der israelischen El Al (4X-ADN) auf einem Frachtflug von Rom mit Textilien an Bord kurz vor der Landung drei Kilometer nordöstlich des Flughafens Zürich in einen Wald. Dabei kamen sechs der sieben Besatzungsmitglieder zu Tode.[189]

- Am 14. Dezember 1951 verunglückte eine Douglas DC-4-1009 der schweizerischen Swissair (HB-ILO) am Flughafen Amsterdam Schiphol (Niederlande) beim versuchten Durchstarten. Bei einem ILS-Anflug in dichtem Nebel kam es aufgrund falscher Vorgehensweise der Flugbesatzung zum Totalschaden des Flugzeugs. Alle 20 Insassen, vier Besatzungsmitglieder und 16 Passagiere, überlebten den Unfall.[190]

- Am 19. Januar 1952 verunglückte eine Douglas DC-4/C-54E der US-amerikanischen Northwest Airlines (N45342) bei einer Ausweichlandung auf dem Flughafen von Sandspit, British Columbia, Kanada. Die Maschine befand sich auf einem Flug von der Elmendorf Air Force Base (Alaska, USA) zur McChord Air Force Base (Washington, USA), als im Reiseflug das Triebwerk Nr. 1 (links außen) abgestellt werden musste. Das Flugzeug setzte nach einem Drittel der Landebahnlänge auf. Kurz danach wurde ein Durchstarten eingeleitet, wobei es jedoch kaum stieg und unmittelbar vor dem Eintreten eines Strömungsabrisses und 1370 Meter hinter dem Landebahnende auf dem umgebenden Wasser aufschlug. Obwohl nahezu alle Insassen das Wrack verlassen konnten, starben 36 der 43 Insassen durch Unterkühlung, alle drei Besatzungsmitglieder und 33 der 40 Passagiere.[191]

- Am 27. Januar 1952 überrollte eine Douglas DC-4/C-54A-5-DO der US-amerikanischen Seaboard & Western Airlines, betrieben für die isländische Loftleidir (N1512V) bei der Landung auf dem Flughafen Pisa (Italien) das Landebahnende und kam erst in einem Graben zum Stehen. Das Flugzeug wurde durch Feuer zerstört. Alle vier Besatzungsmitglieder des Frachtflugs überlebten den Unfall, allerdings nur drei der 50 geladenen Kühe.[192]

- Am 26. März 1952 gelang mit einer Douglas DC-4/C-54A-10-DC der US-amerikanischen Braniff International Airways (N65143) eine erfolgreiche Notlandung auf dem kleinen Hugoton Municipal Airport der Kleinstadt Hugoton (Kansas, USA). An der Maschine war ein unkontrollierbarer Triebwerksbrand entstanden. Unter den 45 Passagieren und vier Besatzungsmitgliedern gab es nur leichte Verletzungen. Die DC-4 wurde nach der erfolgreichen Landung durch Feuer zerstört. Kapitän Stanford wurde für sein schnelles Handeln und sein Urteilsvermögen gelobt.[193]

- Am 7. April 1952 wurde eine Douglas DC-4/C-54D der United States Air Force (USAF) (43-17210) bei Jefferson City (Montana) (USA), 130 Kilometer südsüdwestlich des Startflugplatzes Great Falls Air Force Base, auf einem Überführungsflug während eines Schneeschauers in einen Berg geflogen und brannte aus. Bei diesem CFIT (Controlled flight into terrain) wurden alle 3 Besatzungsmitglieder getötet.[194]

- Am 11. April 1952 musste eine auf dem Isla Grande Airport auf Puerto Rico gestartete Douglas DC-4 der US-amerikanischen Pan American World Airways (N88899) auf dem Flug nach New York wegen eines Triebwerkschadens nahe San Juan 7 Kilometer vor der Küste von Puerto Rico notgewassert werden. Von den 69 Insassen kamen 52 ums Leben (siehe auch Pan-Am-Flug 526A).[195]

- Am 11. November 1952 verunglückte eine Douglas DC-4/C-54B der französischen Union Aéromaritime de Transport (UAT) (F-BFVO) in der Nähe des Tschadsees, etwa 120 Kilometer nordnordwestlich des Startorts Fort-Lamy (heute N’Djamena (Tschad)) zu Beginn des Fluges nach Beirut. Vier der fünf Besatzungsmitglieder und der einzige Passagier kamen ums Leben.[196]

- Am 28. November 1952 kollidierte eine Douglas DC-4/C-54G der United States Air Force (USAF) (45-494) beim Durchstarten von der McChord Air Force Base (Tacoma, Washington, USA) mit Bäumen, stürzte ab und fing Feuer. Der Anflug hatte bei Dunkelheit und in dichtem Nebel stattgefunden; die Piloten entschieden sich, zur Malmstrom Air Force Base auszuweichen, als der Unfall geschah. Von den 39 Insassen kamen 37 ums Leben, alle sieben Besatzungsmitglieder und 30 der 32 Passagiere.[197]

- Am 6. Dezember 1952 stürzte eine Douglas DC-4 der Cubana (CU-T397) gut 4 Kilometer nach dem Start vom Flughafen Kindley Field, Bermuda, ins Meer. Das Flugzeug hatte auf Bermuda auf dem Weg von Madrid nach Havanna einen Zwischenstopp zur Betankung eingelegt. Von den 41 Menschen an Bord starben 37. Lediglich drei Passagiere sowie ein Besatzungsmitglied überlebten den Unfall.[198]

- Am 7. Januar 1953 (Ortszeit) wurde eine Douglas DC-4/C-54B der US-amerikanischen Flying Tiger Line (N86574) auf dem Weg von San Francisco zum Boeing Field (Seattle) in einen Berg geflogen (CFIT, Controlled flight into terrain). Nachdem bereits die Anflugfreigabe erteilt worden war, kam die Maschine vom Kurs ab, streifte beim Anflug etwa 19 Kilometer vor dem Zielflughafen Bäume nahe dem Gipfel des Squak Mountain und stürzte in das angrenzende Tal nahe einer Farm an der Issaquah-Hobart Road. Alle sieben Insassen (vier Besatzungsmitglieder und drei Passagiere) wurden getötet. Das Feuer an der Absturzstelle war so heftig, dass Rettungskräfte diese erst vier Tage später erreichten, um die Leichen zu bergen.[199][200][201]

- Am 16. Januar 1953 stürzte eine Douglas DC-4/C-54D-5-DC der United States Air Force (USAF) (42-72558) im Anflug auf die Ernest Harmon Air Force Base (Neufundland, Kanada) 1,5 Kilometer östlich davon auf felsiges Gelände. Von den vierzehn Insassen kamen 13 ums Leben.[202]

- Am 7. Februar 1953 verunglückte eine Douglas DC-4/C-54A der französischen Union Aéromaritime de Transport (UAT) (F-BFGR) im Anflug auf den Flughafen Bordeaux 5,5 Kilometer nordöstlich des Platzes. Die Maschine befand sich auf dem Flug von Abidjan über Casablanca nach Paris. Bei sehr schlechter Sicht sank das Flugzeug zu früh und kollidierte mit einem Wäldchen. Als entscheidender Faktor wird im Unfallbericht eine Übermüdung der Besatzung durch eine exzessive vorangegangene Flugdienstzeit benannt. Neun der 21 Personen an Bord wurden getötet.[203]

- Am 20. März 1953 stürzte eine Douglas DC-4/C-54G der US-amerikanischen Transocean Air Lines (N88942) 19 Kilometer südwestlich von Alvarado (Kalifornien) ab, während sie nahe dem Zielflughafen Oakland in einer Warteschleife kreiste. Die Ursache für den Kontrollverlust konnte nicht ermittelt werden. Alle 35 Insassen, fünf Besatzungsmitglieder und 30 Passagiere, starben beim Aufprall.[204]

- Am 27. März 1953 fiel an einer Douglas DC-4/R5D-1 der US-amerikanischen California Eastern Airways (N229A) nach dreieinhalb Stunden Flugzeit zunächst das Triebwerk Nr. 4 (rechts außen) aus. Die auf dem Weg nach Hawaii befindliche Besatzung war bereits zum Startort Fairfield in Kalifornien umgekehrt, als nach einer weiteren Stunde auch das Triebwerk Nr. 3 (rechts innen) ausfiel. Die Flughöhe konnte mit nur noch 2 Motoren nicht mehr gehalten werden, so dass noch vor San Francisco notgewassert werden musste. Die Maschine schwamm noch über 5 Stunden lang, und alle 4 Insassen, drei Besatzungsmitglieder und ein Passagier, konnten gerettet werden.[205]

- Am 17. Juni 1953 wurde eine Douglas DC-4/C-54A-5-DO der Aerolíneas Argentinas (LV-ABQ) im Anflug auf den Flughafen Córdoba (Argentinien) durch grobe Navigationsfehler, verbunden mit falschen Windangaben, 12 Kilometer vor der Landebahn ins Gelände geflogen. Bei diesem CFIT (Controlled flight into terrain) überlebten trotzdem alle 41 Insassen, sieben Besatzungsmitglieder und 34 Passagiere, den Unfall.[206]

- Am 4. April 1954 kollidierte eine Douglas DC-4/C-54A-10-DC der französischen Autrex (F-BFGQ) im Anflug auf den Flughafen Hanoi-Gia Lam (Nordvietnam) mit einem Baum und stürzte in den Roten Fluss. Alle 4 Besatzungsmitglieder, die einzigen Insassen auf dem Frachtflug, kamen ums Leben.[207]

- Am 15. Juni 1954 geriet an einer Douglas DC-4/C-54G-1-DO der US-amerikanischen Great Lakes Airlines (1954) (N30070) ein Motorbrand am Triebwerk Nr. 3 (rechts innen) derart außer Kontrolle, dass eine Notlandung nahe dem kleinen Gage Airport (Oklahoma, USA) durchgeführt werden musste. Alle 82 Insassen, drei Besatzungsmitglieder und 79 Passagiere, überlebten den Unfall. Das Flugzeug brannte komplett aus.[208][209]

- Am 23. Juli 1954 wurde eine Douglas DC-4/C-54A-10-DC der Cathay Pacific aus Hongkong (VR-HEU) über dem Südchinesischen Meer von den Luftstreitkräften der Volksrepublik China abgeschossen, da diese das Flugzeug für ein taiwanisches Militärflugzeug hielten. Von den 18 Insassen wurden 10 getötet, zwei Besatzungsmitglieder und 8 Passagiere.[210]

- Am 26. Januar 1955 ging einer Douglas DC-4/C-54G-5-DO der United States Air Force (USAF) (45-569) auf einem Flug von den Azoren nach Bermuda der Treibstoff aus. Im Atlantik wurde eine Notwasserung in der Nähe eines Kutters der US-Küstenwache durchgeführt. Alle 8 Insassen überlebten den Unfall.[211]

- Am 6. März 1955 wurde eine Douglas DC-4/C-54D-15-DC der United States Air Force (USAF) (43-17208) 32 Kilometer nordwestlich von Taitung (Taiwan) in 9000 Fuß (rund 2700 Metern) Höhe in eine Bergflanke geflogen. Die Maschine war auf dem Flug von Okinawa nach Hongkong. Bei diesem CFIT (Controlled flight into terrain) wurden alle 14 Insassen getötet, fünf Besatzungsmitglieder und 9 Passagiere.[212]

- Am 3. Juni 1955 überschlug sich eine Douglas DC-4/C-54A der französischen UAT (F-BFVT) bei der Landung auf dem Flughafen Fort-Lamy. Sie soll während eines Gewitters beim Aufsetzen von einem Blitz getroffen worden sein.[213] Die dreiköpfige Besatzung des aus Douala kommenden Frachtflugs kam dabei ums Leben.[214]

- Am 24. September 1955 wurde eine Douglas DC-4/C-54A-15-DC der US-amerikanischen Flying Tiger Line (N90433) 1600 Kilometer westlich von Honolulu (Hawaii, USA) im Pazifik notgewassert. Die Maschine war auf einem Frachtflug unterwegs zum Flugplatz Wake Island, als wegen fehlerhafter Bedienung der Tankschaltungen nacheinander drei Triebwerke ausfielen. Von den fünf Besatzungsmitgliedern, den einzigen Insassen, wurden 3 getötet.[215]

- Am 2. Oktober 1955 verunglückte eine Douglas DC-4/C-54A-1-DC der peruanischen Faucett Perú (OB-PAZ-228) nahe der Stadt Viñac im gleichnamigen Distrikt Viñac (Peru). Nach Ausbruch eines Triebwerksbrandes misslang der Versuch einer Notlandung in dem bergigen Gelände, so dass die Maschine zerstört wurde. Von den 35 Insassen überlebten nur 14 Passagiere; die 4 Besatzungsmitglieder und 17 Passagiere kamen ums Leben.[216]

- Am 6. Oktober 1955 flog eine Douglas DC-4 der US-amerikanischen United Airlines (N30062) auf dem Weg von Denver nach Salt Lake City gegen einen Berg in den Laramie Mountains. Die Maschine flog in rund 3500 Meter Höhe 40 Kilometer (nach einem anderen Bericht 32 Kilometer) abseits der normalen Flugstrecke. Alle 66 Menschen an Bord starben. Es war der bis dahin folgenschwerste Unfall einer DC-4.[217][218][219]

- Am 17. November 1955 stürzte eine Douglas DC-4/C-54-DO der US-amerikanischen Peninsular Air Transport (N88852) nach dem Start vom Boeing Field (US-Bundesstaat Washington) 4 Kilometer südlich davon in ein Wohngebiet. Von den 74 Insassen wurden 28 getötet, ein Besatzungsmitglied und 27 Passagiere. Ursachen waren falsch eingestellte Propellerblätter und ein defekter Mechanismus, diese in die Segelstellung zu bringen. Auch wurde eine ganze Reihe von falsch ausgeführter und unterlassener Wartung ermittelt.[220]

- Am 17. November 1955 wurde eine Douglas DC-4/MC-54M der United States Air Force (USAF) (44-9068) in einer Höhe von 11.300 Fuß (3.440 Metern) gegen einen Bergkamm beim Mount Charleston (Nevada, USA) geflogen. Die Maschine befand sich auf einem Flug zum geheimen militärischen Sperrgebiet Area 51 und hatte aufgrund der Geheimhaltung keinerlei Kontakt mit der Flugsicherung. Bei diesem CFIT (Controlled flight into terrain) wurden alle 14 Insassen getötet, vier Besatzungsmitglieder und 10 Passagiere.[221]

- Am 11. Dezember 1955 verunglückte eine Douglas DC-4/C-54M der United States Air Force (USAF) (44-9094) an einem Berg 8 Kilometer ostsüdöstlich von Ketama (Marokko). Die Maschine war auf der Wheelus Air Force Base in Libyen gestartet. Alle 8 Insassen wurden getötet.[222]

- Im Jahr 1956 (genaues Datum unbekannt) wurde eine Douglas DC-4/C-54A-15-DC der Argentinischen Marine (0283/CTA-4) auf dem Flughafen Comodoro Rivadavia (Provinz Chubut, Argentinien) irreparabel beschädigt. Über Personenschäden ist nichts bekannt.[223]

- Am 17. Februar 1956 wurde eine Douglas DC-4/R5D-2 der United States Navy (US Navy) (Bu 39116) in den Bergrücken Sunol Ridge geflogen, 5,6 Kilometer nördlich des Ortsteils Niles von Fremont (Kalifornien). Nach einer halben Stunde des Fliegens von Warteschleifen mit dem Ziel Naval Air Station Alameda (Kalifornien, USA) begannen die Piloten den Anflug in Nieselregen und tiefer Bewölkung. Dabei krachte die Maschine in den Bergrücken. Bei diesem CFIT (Controlled flight into terrain) wurden alle 40 Insassen getötet, fünf Besatzungsmitglieder und 35 Passagiere.[224]

- Am 29. Februar 1956 landete eine Douglas DC-4/C-54A-5-DC der Argentinischen Marine (0277/CTA-5) auf dem Flughafen Ushuaia (alt) (SAWO) (Argentinien), dessen Landebahn gerade repariert wurde. Bei der Bruchlandung brach die rechte Tragfläche ab und ein Feuer am Flugzeug aus. Über Personenschäden ist nichts bekannt. Das Flugzeug wurde zerstört.[225]

- Am 15. November 1956 brach in einer Douglas DC-4/C-54A-10-DC der mexikanischen Aerovias Guest (XA-HEG) während des Reiseflugs ein Feuer aus, so dass eine Notlandung durchgeführt werden musste. Bei der Bauchlandung 13 Kilometer nordnordwestlich von Puerto Somoza (Nicaragua) raste das Flugzeug aufgrund zu hoher Geschwindigkeit in eine Baumgruppe. Alle 25 Insassen, fünf Besatzungsmitglieder und 20 Passagiere, kamen ums Leben.[226]

- Am 22. Januar 1957 wurde eine Douglas DC-4/R5D-3 der United States Navy (US Navy) (Bu 50869) im Anflug auf die Naval Air Station Grosse Ile (Michigan, USA) in den Boden geflogen. Bei niedriger Wolkendecke schlug die Maschine weit vor der Landebahn auf, sprang wieder hoch und rutschte nach dem nächsten Aufsetzen weiter. Dabei rissen beide Tragflächen ab, wodurch das austretende Flugbenzin das Flugzeug in Brand setzte. Bei diesem CFIT (Controlled flight into terrain) wurde ein Besatzungsmitglied getötet, die anderen 6 Insassen überlebten.[227]

- Am 2. März 1957 wurde eine Douglas DC-4/C-54B-20-DO der US-amerikanischen Alaska Airlines (N90449) 6 Kilometer westlich von Blyn (Washington, USA) in einer Höhe von etwa 300 Metern bei aufliegenden Wolken in Hügel geflogen. Trotz sehr schlechten Wetters waren die Piloten auf dem Flug von Fairbanks nach Seattle nach Sichtflugregeln geflogen. Bei diesem CFIT (Controlled flight into terrain) wurden alle 5 Insassen getötet, drei Besatzungsmitglieder und zwei Passagiere.[228]

- Am 18. April 1957 wurde eine Douglas DC-4 der US-amerikanischen Capital Airlines (N88839) bei einem Landeunfall auf dem Flughafen Pittsburgh irreparabel beschädigt. Die Maschine wurde kurz vor der Landebahn aufgesetzt, beim anschließenden Durchstarten entstand ein Triebwerksbrand. Alle 55 Insassen, vier Besatzungsmitglieder und 51 Passagiere, überlebten den Unfall.[229]

- Am 13. Mai 1957 kollidierte eine Douglas DC-4/C-54A-1-DO der US-amerikanischen US Overseas Airlines (N68736) in 5900 Fuß (1800 Meter) Höhe mit der Eiskappe Grönlands. Die Maschine war auf dem Flug von Broughton Island (Nunavut, Kanada) zum Flughafen Narsarsuaq (Grönland). Als der Erste Offizier seinen Sitz mit dem Reservekapitän tauschte, sank das Flugzeug unbemerkt, schlug auf dem Frederikshaab-Gletscher auf und rutschte noch 1370 Meter weiter. Bei diesem CFIT (Controlled flight into terrain) wurden von den drei Besatzungsmitgliedern, den einzigen Insassen auf dem Frachtflug, 2 getötet. Der Erste Offizier überlebte 12 Stunden in einem Unterschlupf aus Trümmern, bis er gerettet wurde.[230]

- Am 11. August 1957 stürzte eine Douglas DC-4 der kanadischen Maritime Central Airways (CF-MCF) auf dem Flug von Keflavík nach Montreal 7,2 Kilometer westlich von Issoudun, Québec ab. Alle 79 Insassen starben. Die Maschine war in eine aktive Gewitterwolke eingeflogen, wodurch es zum Kontrollverlust kam und sie nahezu senkrecht auf dem Boden aufschlug (siehe auch Maritime-Central-Airways-Flug 315).[231]

- Am 30. September 1957 fing bei einer Douglas DC-4-1009 der Japan Airlines (JA6011) während des Starts vom Flughafen Osaka-Itami (Japan) in 90 Metern Höhe das Triebwerk Nr. 1 (links außen) Feuer. In einem Reisfeld wurde eine Notlandung durchgeführt. Das Flugzeug wurde irreparabel beschädigt. Alle 57 Insassen überlebten den Unfall.[232]

- Am 2. November 1957 wurde eine Douglas DC-4/C-54-DO der französischen Air France (F-BHKY) auf dem Flughafen Toulouse-Blagnac (Département Haute-Garonne, Frankreich) durch ein Feuer irreparabel beschädigt. Personen kamen nicht zu Schaden.[233]

- Am 3. November 1957 stürzte die Douglas DC-4 D-ALAF der deutschen Charterfluggesellschaft Karl Herfurtner Düsseldorf mit 10 Personen an Bord kurz nach dem Start vom Flughafen Düsseldorf aus geringer Höhe in eine Schrebergartenanlage in Düsseldorf-Derendorf. Sieben der zehn Insassen und eine Person am Boden kamen ums Leben. Der Kapitän (Chefpilot der Gesellschaft) hatte die Angewohnheit, unmittelbar nach dem Abheben beide linke Triebwerke abzustellen, um den anderen Piloten zu testen (siehe Flugzeugabsturz in Düsseldorf).

- Am 4. November 1957 musste eine Douglas DC-4/C-54A-5-DO der brasilianischen REAL Transportes Aéreos (PP-AXS) 98 Kilometer ostsüdöstlich des Startflughafens São Paulo-Congonhas (Brasilien) notgewassert werden. In einer Höhe von 3000 Metern fing das Triebwerk Nr. 2 (links innen) Feuer und riss schließlich von der Tragfläche ab. Die Piloten mussten im Meer abseits von São Sebastião (São Paulo) notwassern. Alle 34 Insassen, vier Besatzungsmitglieder und 30 Passagiere, überlebten.[234]

- Am 8. Dezember 1957 brach eine Douglas DC-4 der Aerolíneas Argentinas (LV-AHZ) 20 Kilometer südwestlich von Bolivar (Provinz Buenos Aires, Argentinien) im Steigflug auseinander, nachdem sie in eine Gewitterfront geraten war, deren starke Turbulenzen zu einem Überschreiten der Betriebsgrenzen der Maschine führten. Alle 61 Insassen starben (siehe auch Aerolíneas-Argentinas-Flug 670).[235]

- Am 18. Januar 1958 fiel bei einer Douglas DC-4/R5D der United States Navy (US Navy) (Kennzeichen unbekannt) während des Starts von der Kadena Air Base (Okinawa, Japan) ein Triebwerk aus. Das Flugzeug kollidierte mit einem Hügel 1600 Meter von der Startbahn entfernt und wurde irreparabel beschädigt. Alle 31 Insassen, Besatzungsmitglieder und Passagiere, überlebten den Unfall, zwei davon erlitten Verbrennungen.[236]

- Im Februar 1958 (genaues Datum unbekannt) wurde eine Douglas DC-4 der US-amerikanischen California Eastern Airways (N37474) an einem unbekannten Ort zerstört. Über Personenschäden ist nichts bekannt.[237]

- Am 1. Februar 1958 fiel bei einer Douglas DC-4 der brasilianischen Loide Aéreo Nacional (PP-LEM) während eines nächtlichen Starts vom Flughafen Rio de Janeiro–Santos Dumont (Brasilien) das Triebwerk Nr. 4 (rechts außen) aus. Die Besatzung führte einen Startabbruch durch. Etwa 100 Meter vor dem Startbahnende platzte ein Reifen, wodurch die Maschine von der Bahn abkam und Feuer fing. Von den 67 Insassen kamen 5 ums Leben, zwei Besatzungsmitglieder und 3 Passagiere.[238]

- Am 20. April 1958 verunglückte eine Douglas DC-4/C-54A-1-DO der französischen Air France (F-BELK) beim Versuch der Landung auf dem Flughafen In Salah (Algerien). Mitten in einem Sandsturm kollidierte das Hauptfahrwerk mit einer felsendurchsetzten Sanddüne, riss ab und nahm dabei auch die beiden inneren Triebwerke Nr. 2 und 3 mit, was zu einer Bauchlandung führte. Das Flugzeug wurde irreparabel beschädigt. Alle Insassen überlebten den Unfall.[239]

- Am 11. August 1958 verunglückte eine Douglas DC-4 der brasilianischen Loide Aéreo Nacional (PP-LEQ) bei der Ilha Carnapijo, etwa 20 Kilometer westsüdwestlich des Zielflughafens Belém (Pará, Brasilien) bei einem nächtlichen Sichtanflug. Von den 11 Insassen kamen 10 ums Leben, alle sechs Besatzungsmitglieder und 4 Passagiere. Die Ursache konnte nicht ermittelt werden.[240]

- Am 8. September 1958 verlor eine Douglas DC-4/C-54A-DO der Indian Airlines (VT-DIA) auf dem Weg zum Flughafen Madras (Indien) das gesamte Hydrauliksystem. Ursache war der Verlust einer schlampig installierten Dichtung des Autopilot-Filters. Da die Flugbesatzung keine korrekte Problemdiagnose durchführte, keine Vorsorgelandung durchführte und bei der Landung die manuelle Notpumpe für die Hydraulik und das Druckluft-Bremssystem nicht ordnungsgemäß bediente, schoss die Maschine über das Landebahnende hinaus, krachte in Hindernisse und wurde zerstört. Dennoch überlebten alle 31 Insassen, vier Besatzungsmitglieder und 27 Passagiere, den Unfall.[241]

- Am 22. Dezember 1958 kollidierte eine Douglas DC-4/C-54 der United States Air Force (USAF) (Kennzeichen unbekannt) 47 Minuten nach dem Start mit dem 3054 Meter hohen Mount Iliamna, 215 Kilometer südwestlich des Startflugplatzes Elmendorf Air Force Base (Alaska, USA). Die Maschine war auf dem Flug zur Shemya Air Force Base auf den Aleuten-Inseln. Alle 15 Insassen kamen ums Leben.[242]

- Am 15. Januar 1959 kollidierte eine Douglas DC-4/C-54 der United States Air Force (USAF) (Kennzeichen unbekannt) bei Nebel im Anflug auf den Bradley International Airport (Connecticut, USA) mit bewaldeten Hügeln. Zuvor war der Kompass ausgefallen. Von den drei Besatzungsmitgliedern kamen 2 ums Leben.[243]

- Am 23. Juni 1959 flog eine Douglas DC-4 der kolumbianischen Avianca (HK-135) auf dem Weg von Quito (Ecuador) nach Lima (Peru) in einer Höhe von 9200 Fuß (2800 Meter) in die Flanke des Bergs Cerro Baco (Kolumbien). Alle 14 Insassen, 4 Besatzungsmitglieder und 10 Passagiere, wurden getötet.[244]

- Am 12. September 1959 flog eine Douglas DC-4 der US-amerikanischen Pan American World Airways (N88900) nahe Mercedes (Honduras) in Bäume, nachdem sie durch eine Schlucht geflogen war. Der Aufprall ereignete sich 37 Kilometer abseits der normalen Strecke und 69 Kilometer nördlich des Startflughafens San Salvador-Ilopango (El Salvador) auf dem Weg nach Miami. Bei diesem CFIT (Controlled flight into terrain) wurden alle 3 Besatzungsmitglieder getötet, die einzigen Insassen auf dem Frachtflug.[245]

- Am 24. September 1959 wurde eine Douglas DC-4/C-54B-1-DC der US-amerikanischen Reeve Aleutian Airways (N63396) 42 Kilometer ostnordöstlich des Zielflughafens Adak (Alaska, USA) in einen Berg geflogen. Die Piloten waren zum Flug nach Sichtflugregeln übergegangen, obwohl sie oberhalb einer geschlossenen Wolkendecke flogen. Das Flugzeug kollidierte auf Great Sitkin Island in 2100 Fuß (640 Metern) Höhe mit einem Berg. Bei diesem CFIT (Controlled flight into terrain) wurden alle 16 Insassen getötet, fünf Besatzungsmitglieder und 11 Passagiere.[246]

- Am 25. September 1959 stieg eine Douglas DC-4/C-54A-5-DO der Saudi Arabian Airlines (HZ-AAF) unmittelbar nach dem Abheben vom Flughafen Dschidda (Saudi-Arabien) ungewöhnlich steil nach oben. Die Piloten konnten die Steuersäule nicht nach vorne drücken. Es kam zum Strömungsabriss und steilem Sturz mit fast 90° Längsneigung. Den Piloten gelang es, den Sturz knapp über dem Erdboden abzufangen, jedoch stieg die Maschine erneut steil. Letztlich konnten die Piloten das fast unkontrollierbare Flugzeug mit einer Bauchlandung außerhalb des Flughafens zu Boden zu bringen. Grund für den Unfall war die Tatsache, dass der Mechaniker die Ruderverriegelung des Höhenruder nicht vollständig gelöst und der Kapitän dies auch nicht überprüft hatte. Alle 72 Insassen überlebten die Bruchlandung. Das Flugzeug wurde irreparabel beschädigt.[247]

- Am 4. November 1959 entstand nach dem Start einer Douglas DC-4/C-54A-15-DC (F) der kanadischen Wheeler Airlines (CF-ILI) vom Flughafen Montréal-Dorval zu einem Flug zum Hall Beach Airport ein Triebwerksbrand, vor dem die Besatzung nicht rechtzeitig gewarnt wurde. Die Triebwerkslöschanlage reichte dann zum Löschen nicht mehr aus. Beim Notsinkflug war die Tragflächenstruktur durch das Feuer bereits derart geschwächt, dass der linke Tragflächenholm durchbrach und die Maschine trudelnd zu Boden ging. Die DC-4 brach noch in der Luft auseinander. Alle fünf Besatzungsmitglieder kamen ums Leben (siehe auch Wheeler-Airlines-Flug 1658).[248]

- Am 21. November 1959 kollidierte eine Douglas DC-4 der Ariana Afghan Airlines (YA-BAG) nach dem Start vom Flughafen Beirut dreißig Kilometer nordöstlich des Flugplatzes mit einem Berg. Von den 27 Insassen überlebten nur 3 Passagiere.[249]

## 1960er-Jahre
- Am 5. Februar 1960 stürzte eine Douglas DC-4 der Lloyd Aéreo Boliviano (Luftfahrzeugkennzeichen CP-609) kurz nach dem Start vom Flughafen Cochabamba (Bolivien) in eine Lagune 15 Kilometer südlich des Startflughafens. Nach Meldungen hatte ein Triebwerk Feuer gefangen. Alle 59 Insassen, 4 Besatzungsmitglieder und 55 Passagiere kamen ums Leben.[250]

- Am 8. März 1960 wurde eine Douglas DC-4/R5D-3 der United States Navy (US Navy) (Bu 56521) bei einer Bauchlandung 12 Kilometer von Jérez del Marquesado (Sierra Nevada (Spanien)) entfernt irreparabel beschädigt. Alle 24 Insassen, Besatzungsmitglieder und Passagiere, überlebten den Unfall.[251]

- Am 14. April 1960 wurde eine Douglas DC-4-1009 der Thailändischen Luftstreitkräfte (RTAF 42919) gegen den Berg Wuzhi nahe dem Flughafen Taipeh-Songshan (Taiwan) geflogen. Bei diesem CFIT (Controlled flight into terrain) wurden alle 18 Insassen, acht Besatzungsmitglieder und 10 Passagiere, getötet.[252]

- Am 22. April 1960 wurde eine Douglas DC-4 der belgischen Sobelair (OO-SBL) im Anflug auf Bunia (Kongo) bei schlechten Sichtbedingungen gegen einen Berg geflogen. Alle 35 Insassen wurden dabei getötet.[253]

- Am 15. Mai 1960 wurde in der Nähe von Al-Fāschir (Sudan) eine Douglas DC-4-1009 der schweizerischen Balair (HB-ILA) nach mehreren Navigationsfehlern gegen einen Berg geflogen. Die Maschine befand sich auf einem Positionierungsflug von Khartum nach Niamey. Bei diesem CFIT (Controlled flight into terrain) wurden alle 12 Menschen an Bord getötet.[254]

- Am 23. August 1960 verunglückte eine Douglas DC-4/R5D-3 der United States Navy (US Navy) (Bu 56518) auf der Naval Air Station Port Lyautey (Kenitra) (Marokko) und brannte aus. Über Personenschäden ist nichts bekannt.[255]

- Am 1. September 1960 kam es mit einer Douglas DC-4-1009 der syrisch-ägyptischen United Arab Airlines (heute Syrian Arab Airlines) (YK-AAR) nahe Mpouya, 220 Kilometer nordöstlich vom Zielflughafen Léopoldville-Ndjili (Kongo-Léopoldville) entfernt, zu einer Notwasserung im Kongo-Fluss. Alle 14 Insassen, fünf Besatzungsmitglieder und 9 Passagiere, wurden mit einem Schlepper gerettet und überlebten den Unfall.[256]

- Am 22. September 1960 stürzte eine Douglas DC-4/R5D-3 des United States Marine Corps (USMC) (Bu 56541) 290 Kilometer südöstlich von Okinawa in den Pazifik. Die Maschine war auf dem Flug von der Atsugi Air Base (Japan) zur US Naval Air Station Cubi Point (Philippinen), als die Besatzung ein Feuer im Triebwerk Nr. 3 meldete. Dieses konnte zwar gelöscht werden, aber ein verbliebenes Feuer löste danach die Explosion eines Tragflächentanks aus, die das Flugzeug zum Absturz brachte. Alle 29 Insassen, drei Besatzungsmitglieder und 26 Passagiere, kamen ums Leben.[257]

- Am 28. Oktober 1960 wurde eine Douglas DC-4/C-54A-10-DC der US-amerikanischen Northwest Airlines (N48762) 32 Kilometer westlich von Missoula (Montana, USA) in das Clark Fork Valley geflogen. Trotz aufliegender Bewölkung und Schneeschauern wurde der Anflug auf den Flughafen Missoula im Sichtflug durchgeführt. Bei diesem CFIT (Controlled flight into terrain) wurden alle 12 Insassen, vier Besatzungsmitglieder und 8 Passagiere, getötet.[258]

- Am 11. Dezember 1960 kam es mit einer Douglas DC-4/C-54G-5-DO der Brasilianischen Luftstreitkräfte (FAB 2401) auf dem Flughafen Lissabon (Portugal) zu einer Bruchlandung. Die Maschine brannte aus. Alle 9 Besatzungsmitglieder überlebten den Unfall.[259]

- Am 23. Januar 1961 geriet eine Douglas DC-4/C-54D der United States Air Force (USAF) (42-72566) auf dem Flughafen Bilbao (Spanien) von der Landebahn ab und wurde irreparabel beschädigt. Alle Insassen überlebten den Unfall.[260]

- Am 12. Mai 1961 wurde eine Douglas DC-4/C-54E-5-DO der United States Air Force (USAF) (44-9054) auf dem Militärflugplatz RAF Upper Heyford (England) irreparabel beschädigt. Über Personenschäden ist nichts bekannt.[261]

- Am 24. Mai 1961 stürzte eine Douglas DC-4-1009 der Trans Australia Airlines (VH-TAA) beim Landeanflug auf den Flughafen Brisbane auf Bulwer Island ab. Der Absturz wurde durch gesundheitliche Probleme des Kapitäns ausgelöst. Beide Insassen dieses Frachtfluges kamen ums Leben.[262]

- Am 13. Juni 1961 verunglückte eine Douglas DC-4 der Air Cameroun (TJ-ABC) 1,5 Kilometer westlich des Flughafens Douala (Kamerun) auf einem nächtlichen Trainingsflug. Beim Start wurde der Ausfall des Triebwerks Nr. 4 (rechts außen) simuliert. Das Flugzeug gewann nach dem späten Abheben nicht genug Höhe und kollidierte 1200 Meter hinter dem Startbahnende mit einem Baum. Es stürzte zu Boden, brach auseinander und fing Feuer. Alle 5 Besatzungsmitglieder, die einzigen Insassen, kamen ums Leben.[263]

- Am 17. Juni 1961 wurde die aus Tripolis kommende Douglas DC-4/C-54B der Continentale Deutsche Luftreederei (D-ABEB) bei einem nächtlichen Anflug auf den Flughafen Kano (Nigeria) in den Boden geflogen. Bei diesem CFIT (Controlled flight into terrain) schlug die gecharterte Maschine rund 3,7 Kilometer vor der Landebahnschwelle auf und ging in Flammen auf, nachdem der verantwortliche Luftfahrzeugführer sich alleine auf die Anflugbefeuerung konzentriert und die Maschine damit bei unzureichender räumlicher Orientierung unter die notwendige Obstacle Clearance Altitude von 110 Metern geflogen hatte. Einer der sieben Insassen wurde beim Aufschlag der Maschine von dem sich lösenden und die Kabine durchbohrenden Propeller Nummer 2 getroffen und tödlich verletzt. Beim Aufschlag wurde ein Mechaniker aus der Maschine geschleudert, der sich aufgrund der Explosion eines Treibstofftanks schwere Verbrennungen zuzog. Die anschließende Untersuchung des Vorfalls ergab, dass die Ermüdung des Kommandanten und auch das versäumte Einschalten der Landescheinwerfer zu dem Unfall beigetragen hatten.[264][265]

- Am 4. August 1961 verlor die Besatzung einer Douglas DC-4 der Iranian Airways (EP-ADK) auf einem Frachtflug von Beirut nach Teheran völlig die Orientierung. Über russischem Gebiet wurden beim Beschuss durch Jagdflugzeuge das Triebwerk Nr. 1 sowie der Tank für das Triebwerk Nr. 4 so beschädigt, dass die Besatzung eine Bauchlandung an der südwestlichen Küste des Kaspischen Meers 6 Kilometer von der Stadt Rudsar entfernt im Verwaltungsbezirk Rudsar (Iran) machen musste. Alle 3 Besatzungsmitglieder des Frachtfluges überlebten den Totalschaden.[266]

- Am 3. September 1960 geriet an einer Douglas DC-4-1009 der südafrikanischen Trek Airways (ZS-CIG) auf dem Reiseflug von Kairo nach Entebbe das Triebwerk Nr. 2 in Brand und ließ sich nicht löschen. Die Flugbesatzung war daher gezwungen, eine Notlandung in einem sandigen Tal bei El-Badari (Ägypten) durchzuführen. Alle 67 Insassen, sechs Besatzungsmitglieder und 61 Passagiere, überlebten den Unfall. Das Feuer breitete sich aus und das Flugzeug wurde zerstört.[267]

- Am 22. März 1961 entwickelten sich in einer Douglas DC-4/C-54A-15-DC der US-amerikanischen Seven Seas Airlines (N5519V) während eines Frachtflugs von Bombay nach Bangkok derart schwere Triebwerksprobleme, dass in der Nähe von Nagpur (Bundesstaat Maharashtra, Indien) eine Bauchlandung durchgeführt werden musste. Alle drei Besatzungsmitglieder des Frachtflugs überlebten den Totalschaden.[268]

- Am 15. September 1961 wurde eine Douglas DC-4-1009 der belgischen Sabena (OO-ADN), betrieben für die kongolesische Air Katanga, auf dem Elisabethville Airport (Kongo-Léopoldville) durch ein katangisches Kampfflugzeug des Typs Fouga Magister bombardiert und mit einer 100-pounds-Bombe zerstört. Über Personenschäden ist nichts bekannt.[269]

- Am 16. September 1961 wurde eine Douglas DC-4/C-54D der britischen Starways (G-APIN) am Boden von katangischen Kampfflugzeugen des Typs Fouga Magister zerstört. Das Flugzeug war auf dem Flughafen Kamina in Belgisch-Kongo geparkt.[270]

- Am 19. September 1961 kam es mit einer Douglas DC-4 der britischen Starways (G-ARJY) zu einer Bauchlandung nahe dem Flughafen Dublin. Alle 73 Insassen überlebten, das Flugzeug musste jedoch verschrottet werden.[271]

- Am 8. Oktober 1961 wurde eine Douglas DC-4/C-54A-1-DC der britischen Lloyd International Airways (G-ARLF) auf dem Flughafen Málaga (Spanien) durch einen Brand zerstört, der beim Betanken der Maschine entstanden war. Personen kamen nicht zu Schaden.[272]

- Am 14. November 1961 verunglückte eine Douglas DC-4 der US-amerikanischen Zantop Air Transport (N30061) bei der Landung auf dem Flughafen Cincinnati (Kentucky, USA) und brannte aus. Die beiden Besatzungsmitglieder, einzige Insassen auf dem Frachtflug, überlebten den Unfall.[273]

- Im Jahr 1962 (genaues Datum unbekannt) wurde eine Douglas DC-4/C-54B-10-DO der Air Vietnam (XV-NUA) an einem unbekannten Ort in Vietnam zerstört. Einzelheiten liegen nicht vor.[274]

- Am 21. Januar 1962 setzte eine Douglas DC-4-1009 der libanesischen Trans Mediterranean Airways (TMA) (OD-ADO) bei der Landung auf dem Flugplatz Azaiba (Oman) vor der Landebahn auf und fing Feuer. Alle Insassen überlebten den Unfall. Der Flugplatz Azaiba lag etwa 2 km östlich der heutigen Landebahnschwelle 26 des Flughafens von Muscat.[275]

- Am 28. Januar 1962 verunglückte eine Douglas DC-4/C-54B der kolumbianischen Avianca (HK-130) bei der Landung auf dem Flughafen Cúcuta (Kolumbien). Bei einer sehr harten Landung wurde das Hauptfahrwerk in die Tragfläche gedrückt und riss darin Treibstofftanks auf. Durch das auslaufende Benzin entstand ein Brand, das Flugzeug wurde irreparabel beschädigt. Alle 54 Insassen überlebten.[276]

- Am 10. April 1962 kam es mit einer Douglas DC-4/C-54-DO der Japan Airlines (JA6003) auf dem Flughafen Osaka-Itami (Japan) zu einer Bauchlandung. Das Flugzeug wurde irreparabel beschädigt. Alle 64 Insassen überlebten den Unfall.[277]

- Am 3. Mai 1962 wurde eine Douglas DC-4/C-54A-15-DC der Indian Airlines (VT-CZT) auf dem Flughafen Calcutta (Indien) bei einem Hangarbrand irreparabel beschädigt. Über Personenschäden ist nichts bekannt.[278]

- Am 7. Mai 1962 wurde mit einer Douglas DC-4/C-54A-15-DC der Indian Airlines (VT-DIC) nahe Haveri im indischen Bundesstaat Karnataka eine Bauchlandung in einem Acker durchgeführt, rund 500 Kilometer vom Zielort Bombay entfernt. Als ungewöhnliche Motorengeräusche auftraten und das Flugzeug trotz Vollgas immer weiter sank, wurde diese Notlandung durchgeführt. Der Auslöser war das unbeabsichtigte Schalten des Zündungshauptschalters auf „Aus“ gewesen, ohne dass die Besatzung danach irgendeine Fehlersuche durchführte. Alle 36 Insassen, sechs Besatzungsmitglieder und 30 Passagiere, überlebten den Totalschaden.[279]

- Am 9. Juli 1962 schlug eine Douglas DC-4-1009 der libanesischen Trans Mediterranean Airways (OD-AEC) nach dem Abheben vom Flughafen Brindisi 2200 m hinter dem Startbahnende im Meer auf. Mit der auf dem Weg zum Flughafen Beirut befindlichen Frachtmaschine konnte nach dem Ausfall zweier Triebwerke die Höhe nicht mehr gehalten werden. Hinzu kam Übermüdung der sechsköpfigen Besatzung, die bei dem Unfall getötet wurde.[280]

- Am 26. Juli 1962 stürzte eine Douglas DC-4/C-54D-5-DC der Portugiesischen Luftstreitkräfte (PAF 7501) im Anflug auf den Flughafen Gran Canaria (Kanaren, Spanien) ins Meer. Alle Insassen überlebten den Unfall.[281][282]

- Am 16. November 1962 wurde eine Douglas DC-4/C-54A-1-DC der argentinischen Luftstreitkräfte (TC-46) in die Flanke des 1180 Meter hohen Berges Cerro Gaital (Panama) geflogen. Das Flugzeug kam vom Flughafen Managua. Bei diesem CFIT (Controlled flight into terrain) wurden alle 10 Besatzungsmitglieder, die einzigen Insassen, getötet.[283]

- Ebenfalls am 16. November 1962 verunglückte eine Douglas DC-4/C-54D-10-DC der Kolumbianischen Luftwaffe (FAC-693) auf einem nächtlichen Trainingsflug. Die Maschine kollidierte nahe Suárez, 105 Kilometer südwestlich des Flughafens Bogotá-El Dorado (Kolumbien) mit dem bergigen Gelände. Bogota war Start- und Zielflugplatz des Fluges. Alle 5 Besatzungsmitglieder, die einzigen Insassen, kamen ums Leben.[284]

- Am 22. November 1962 flog eine |Douglas DC-4/C-54D-10-DC der Portugiesischen Luftstreitkräfte (PAF 7502) beim Start vom Flughafen São Tomé (São Tomé und Príncipe) ins Gelände. Von den 37 Insassen kamen 22 ums Leben, alle zehn Besatzungsmitglieder und 12 Passagiere. Der Start der wahrscheinlich überladenen Maschine fand bei starkem Regen statt.[285]

- Am 22. Januar 1963 setzte eine Douglas DC-4/C-54E-15-DO der Portugiesischen Luftstreitkräfte (PAF 6601) 15 Kilometer südwestlich des Zielflughafens Gran Canaria (Kanaren) auf dem Wasser auf, fünf Minuten vor der geplanten Ankunftszeit. Die Maschine befand sich auf einem Flug von Angola nach Lissabon und sollte in Las Palmas aufgetankt werden. Erst am nächsten Morgen wurden das noch schwimmende Flugzeug und elf Überlebende gefunden. Von den 14 Insassen werden 3 Passagiere vermisst.[286][287]

- Am 3. April 1963 wurde eine Douglas DC-4/C-54A-DO der Argentinischen Marine (0290/CTA-2) auf der Punta Indio Naval Air Base (Provinz Buenos Aires) durch einen Luftangriff der argentinischen Luftwaffe während des Bürgerkriegs zwischen „Azules“ und „Colorados“ zerstört. Personen kamen nicht zu Schaden.[288]

- Am 5. Mai 1963 wurde an einer Douglas DC-4 der brasilianischen Paraense Transportes Aéreos (PP-BTR) auf dem Flughafen São Paulo–Congonhas (Brasilien) deren rechte Tragfläche von einer rollenden Douglas DC-6 der VARIG (PP-YSI) derart heftig gerammt, dass das Flugzeug irreparabel beschädigt wurde. Über Personenschäden ist nichts bekannt.[289]

- Am 10. Juli 1963 musste eine Douglas DC-4/C-54A-15-DC der panamaischen Aerovias Panama Airways - APASA (HP-382) nach Leistungsverlust auf zwei Triebwerken 15 Kilometer südwestlich des Flughafens South Caicos (Turks- und Caicosinseln) notgewassert werden. Die beiden Besatzungsmitglieder, einzige Insassen auf dem Frachtflug, überlebten den Unfall.[290]

- Am 12. Dezember 1963 wurde eine Douglas DC-4/C-54A-15-DC der libanesischen Trans Mediterranean Airways (TMA) (OD-AEB) gegen ein Bergmassiv 93 Kilometer westlich von Ghazni (Afghanistan) geflogen. Die Maschine war ursprünglich auf dem Weg von Beirut über Kuwait nach Kabul, musste aber wegen schlechten Wetters am Zielort nach Lahore (Pakistan) ausweichen. Sie kollidierte in einer Höhe von 13.940 Fuß (4.250 Meter) mit einem Berg, 42 nautische Meilen (78 Kilometer) abseits der geplanten Strecke. Das Wrack wurde erst am 16. August 1964 gefunden, ein Dreivierteljahr nach dem Unfall. Als beitragende Faktoren wurden Sauerstoffmangel, fehlende Wettervorhersagen, mangelhaftes Kartenmaterial und Übermüdung ermittelt. Bei diesem CFIT (Controlled flight into terrain) wurden alle 3 Besatzungsmitglieder getötet, die einzigen Insassen auf dem Frachtflug.[291]

- Am 6. Februar 1964 stürzte eine Douglas DC-4/C-54Q der United States Navy (US Navy) (Bu 56522) nahe dem Flughafen Calverton-Peconic River (NY, USA) in ein Waldgebiet und brannte aus. Von den 8 Insassen kamen 6 ums Leben.[292]

- Am 10. März 1964 stürzte eine Douglas DC-4 der US-amerikanischen Slick Airways (N384) 2,1 Kilometer südwestlich des Flughafens Boston-Logan (Massachusetts, USA) im Anflug ab. Die Kontrolle über die Maschine war wegen starker Vereisung der Höhenflosse verloren gegangen. Die 3 Besatzungsmitglieder, die einzigen Insassen auf dem Frachtflug, kamen ums Leben.[293]

- Am 28. März 1964 entstand an einer Douglas DC-4/C-54A-10-DC der US-amerikanischen Facilities Management Corp. (N4726V) auf dem Flug von Honolulu (Hawaii) nach Los Angeles ein heftiges Feuer im Triebwerk Nr. 2 (links innen). Die Besatzung meldete, dass eine Notwasserung unvermeidlich sei. Zu dieser Zeit befand sich das Flugzeug 1120 Kilometer westlich von San Francisco. Nach fünf Tagen wurde die Suche nach der Maschine erfolglos beendet. Alle 9 Insassen, drei Besatzungsmitglieder und 6 Passagiere, kamen ums Leben. Auf den vorhergegangenen Flügen war immer wieder eine Öl-Leckage an diesem Motor aufgetreten.[294]

- Am 4. April 1964 wurde mit einer Douglas DC-4 der brasilianischen Paraense Transportes Aéreos (PP-BTQ) beim Start vom Flughafen Belém/Val-de-Cans (Belém (Pará), Brasilien) die Kontrolle über die Rollrichtung verloren. Die Maschine raste in Bäume. Ursache war, dass vor dem Start weder die Ruderverriegelung entfernt noch die Freigängigkeit der Steuerflächen überprüft worden war. Vergleichbar ist dies mit dem Losfahren mit einem Auto, bei dem das Lenkradschloss verriegelt ist. Alle Insassen überlebten den Unfall.[295]

- Am 8. Mai 1964 wurde eine Douglas DC-4/C-54A-DO der argentinischen Luftstreitkräfte (T-47) bei schlechter Sicht im Anflug auf den Flughafen Lima (Peru) in eine Sanddüne geflogen. Durch diesen CFIT (Controlled flight into terrain) wurden von den 49 Insassen 46 getötet, sechs Besatzungsmitglieder und 40 Passagiere.[296]

- Am 29. Mai 1964 verunglückte eine Douglas DC-4 der bolivianischen Transportes Aéreos Benianos - TABSA (CP-717) bei der Landung 160 Kilometer südöstlich des Flughafens Trinidad (Bolivien). Das Flugzeug wurde irreparabel beschädigt. Personen kamen nicht zu Schaden.[297]

- Am 1. Juni 1964 wurde eine Douglas DC-4/R5D-2 der United States Navy (US Navy) (Bu 50867) auf dem Militärflugplatz Twin Cities NARTU (Minnesota, USA) durch ein Feuer zerstört. Über Personenschäden ist nichts bekannt.[298]

- Am 26. Juni 1964 startete eine Douglas DC-4/C-54A-DO der Argentinischen Marine (0189/5-T-2) vom Flughafen Río Gallegos (Argentinien) mit eisbedeckten Tragflächen. Aufgrund mangelnden Auftriebs musste die Maschine deshalb 1500 Meter nach dem Start schon wieder auf einem gefrorenen Acker notgelandet werden. Das Flugzeug wurde irreparabel beschädigt. Alle 64 Insassen, zehn Besatzungsmitglieder und 54 Passagiere, überlebten den Unfall.[299]

- Am 29. Juni 1964 kollidierte eine Douglas DC-4/HC-54D der United States Air Force (USAF) (42-72590) 6,5 Kilometer südlich des Kindley Field (Bermuda) mit einer Boeing HC-97 Stratofreighter der USAF. Beide Maschinen befanden sich auf einem gemeinsamen Fotoflug, als die HC-54 eine Tragfläche und das Heck der C-97 durchschnitt. Beide stürzten ab, es gab unter den insgesamt 17 Insassen keine Überlebenden. An Bord der DC-4 wurden alle 7 Besatzungsmitglieder getötet, in der C-97 alle 10.[300]

- Am 30. Juni 1964 wurde eine Douglas DC-4/C-54A-5-DC der US-amerikanischen Zantop Air Transport (N188S) an einem unbekannten Ort durch Feuer zerstört. Über Personenschäden ist nichts bekannt.[301]

- Am 2. Oktober 1964 überrollte eine Douglas DC-4/C-54A-DO der Syrian Arab Airlines (YK-ADA) bei der Landung auf dem Flughafen Damaskus-Mezzeh (Syrien) das Landebahnende. Das Bugfahrwerk brach im rauen Untergrund zusammen, die Maschine wurde irreparabel beschädigt. Alle Insassen überlebten den Unfall.[302]

- Am 29. November 1964 stürzte eine Douglas DC-4 der Air Congo (OO-DEP) nach dem Start in Leopoldville (heute Kinshasa) ab. Das von Belgian International Air Services geleaste Flugzeug war zuvor mit einem Ölfass kollidiert, das auf der Startbahn lag. Dabei wurden Teile der rechten Höhenflosse abgerissen. Bei dem Unfall kamen sechs Personen ums Leben. Ein weiterer Passagier erlag später seinen Brandverletzungen im Krankenhaus (siehe auch Flugunfall einer Douglas DC-4 der Air Congo).[303]

- Am 11. Juni 1965 wurde eine Douglas DC-4/C-54A-15-DC der Air Algérie (7T-VAC) auf dem Flughafen Algier (Algerien) irreparabel beschädigt. Über Personenschäden ist nichts bekannt.[304]

- Am 4. August 1965 fing das Triebwerk Nr. 2 (links innen) einer Douglas DC-4/C-54D-10-DC der peruanischen Rutas Internacionales Peruanes SA - RIPSA (OB-R-769) nach dem Start vom Flughafen Panama–Tocumen Feuer. Die folgende Explosion eines Treibstofftanks führte zu einem unkontrollierbaren Sinkflug, wobei die Maschine schließlich 4 Kilometer nordöstlich des Flughafens mit Bäumen kollidierte. Die Untersuchung ergab, dass der Triebwerksschaden durch mangelhafte Wartung ausgelöst worden war. Alle 7 Insassen auf dem Frachtflug, drei Besatzungsmitglieder und vier Passagiere, wurden getötet.[305]

- Am 3. November 1965 verunglückte eine Douglas DC-4/C-54G der argentinischen Luftstreitkräfte (TC-48) im Karibischen Meer querab von Puerto Limón (Costa Rica). Die Maschine befand sich auf einem Flug von der Howard Air Force Base in Panama zum Flughafen San Salvador. Nach einer Stunde Flug meldete die Besatzung ein Feuer im Triebwerk Nr. 3 (rechts innen), nachdem bereits Triebwerk 4 (rechts außen) ausgefallen war. Mit zwei Triebwerken konnte die Höhe nicht gehalten werden. Bei der eingeleiteten Suche konnten nur noch Teile von Flugzeug und Ausrüstung gefunden werden. Alle 68 Insassen, neun Besatzungsmitglieder und 59 Passagiere, kamen ums Leben.[306]

- Am 8. November 1965 musste mit einer Douglas DC-4/C-54D-5-DC der Dänischen Luftstreitkräfte (RDAF N-605) nach Ausfall der Triebwerke nördlich der kleinen dänischen Insel Hesselø im Kattegat eine Notwasserung durchgeführt werden. Alle 20 Insassen, Besatzungsmitglieder und Passagiere, überlebten die Notwasserung.[307]

- Am 14. Januar 1966 stürzte eine Douglas DC-4/C-54B-1-DO der kolumbianischen Avianca (HK-730) 1300 Meter vom Startflughafen Cartagena (Kolumbien) entfernt in das vier Meter tiefe Meer. Von den 64 Insassen kamen 56 ums Leben; es überlebten nur 8 Passagiere. Als Ursache wurde mangelhafte Wartung festgestellt, möglicherweise beitragend auch Nachlässigkeit seitens der Piloten (siehe auch Avianca-Flug 4).[308]

- Am 22. September 1966 kollidierte eine Douglas DC-4-1009 der kolumbianischen Avianca (HK-174) nach einem Triebwerksausfall beim Start vom Flughafen Bogotá-El Dorado (Kolumbien) mit Bäumen und stürzte ab. Auslöser waren Ermüdungsbrüche in einem Drehzahlregler. Beitragend war die Tatsache, dass Avianca den Kapitän auf diesem Nachtflug nach Barranquilla einsetzte, obwohl er dafür auf dem Typ DC-4 gar nicht lizenziert war. Die beiden Piloten, einzige Insassen des Frachtfluges, kamen ums Leben (siehe auch Avianca-Flug 870).[309]

- Am 21. Januar 1967 wurde eine Douglas DC-4/C-54A der britischen Air Ferry (G-ASOG) im Anflug auf den Flughafen Frankfurt rund 2700 Meter vor der Landebahn in den Wald geflogen. Die Maschine kam als Frachtflug im Auftrag von Lufthansa und British European Airways vom britischen Flughafen Manchester. Die beiden Piloten wurden getötet. Als Hauptursachen für den Verlust der Höhenorientierung der Piloten wurden eine falsche Einstellung der Höhenmesser sowie die zeitlich falsche Nutzung der Checkliste ermittelt (siehe auch British-European-Airways-Flug 200).[310][311][312][313]

- Am 10. März 1967 wurde eine Douglas DC-4/C-54D-5-DC der United States Air Force (USAF) (42-72561) auf dem Militärflugplatz Tachikawa (Tokio, Japan) irreparabel beschädigt. Über Personenschäden ist nichts bekannt.[314]

- Am 11. April 1967 verunglückte eine Douglas DC-4 der Air Algérie (7T-VAU) auf dem Weg von Algier zum Flughafen Tamanrasset-Aguenar (Algerien), als sie nahe dem Zielflughafen in einen Berg flog. Von den 39 Insassen starben 35.[315]

- Am 2. Juni 1967 verunglückte eine Douglas DC-4/C-54G-1-DO der United States Air Force (USAF) (45-515) 2 Kilometer südöstlich des Flugplatzes Samsun (alt) (Türkei) und brannte aus. Alle 6 Besatzungsmitglieder überlebten den Unfall.[316]

- Am 3. Juni 1967 kollidierte eine Douglas DC-4/C-54A der britischen Air Ferry (G-APYK) im Anflug auf den Flughafen Perpignan in knapp 1200 Meter Höhe mit dem Mont Canigou, rund 40 Kilometer südwestlich des Zielflughafens. Die vollbesetzte Maschine kam als Charterflug vom britischen Flughafen Manston. Alle 88 Menschen an Bord wurden getötet (5 Besatzungsmitglieder und 83 Passagiere). Es handelt sich um den Unfall einer DC-4 mit den meisten Todesopfern. Als beitragende Ursachen für den Orientierungsverlust der Piloten wurden eine Kohlenmonoxyd-Vergiftung sowie schlechte Sprachkenntnisse der Flugsicherung in Perpignan ermittelt (siehe auch Flugunfall der Douglas DC-4 G-APYK der Air Ferry).[317][318][319][320]

- Am 19. Juli 1967 gelang es den Piloten einer Douglas DC-4-1009 der Air Madagascar (5R-MAD) nach dem Abheben vom Flughafen Antananarivo (Madagascar) nicht, ausreichend Höhe zu gewinnen. Das Flugzeug berührte 720 Meter hinter dem Startbahnende den Boden, stieg wieder leicht und schlug weitere 500 Meter dahinter auf. Von den 77 Insassen kamen 42 ums Leben, drei Besatzungsmitglieder und 39 Passagiere.[321]

- Am 8. Dezember 1967 wurde eine Douglas DC-4/C-54A-5-DC der peruanischen Faucett Perú (OB-R-148) in einer Höhe von 3.100 Metern (10.200 Fuß) in die Bergkette Cordillera de Carpish (Peru) geflogen. Die Maschine befand sich auf einem Inlandsflug vom Flughafen Huánuco zur nur 70 Kilometer entfernten Stadt Tingo María. Bei diesem CFIT (Controlled flight into terrain) wurden alle 72 Insassen getötet, sechs Besatzungsmitglieder und 66 Passagiere.[322]

- Am 10. Januar 1968 verursachten extrem starke Turbulenzen bei einer Douglas DC-4/R5D-2 der United States Navy (US Navy) (Bu 50850) auf dem Weg von Denver (Colorado, USA) nach Seattle einen unkontrollierten Sinkflug. Die Maschine kollidierte mit dem 2980 Meter hohen dem Berg Mount Tobin in Nevada und wurde zerstört. Alle 19 Insassen, sieben Besatzungsmitglieder und 12 Passagiere, wurden getötet.[323]

- Am 22. Mai 1968 schlug eine Douglas DC-4/VC-54G der United States Air Force (USAF) (45-585) im Anflug einen Kilometer vor der Landebahn des Bedford-Hanscom Field in Bedford (Massachusetts) (USA) im Wald auf und fing Feuer. Von den vier Besatzungsmitgliedern wurde ein Steward getötet.[324]

- Am 18. August 1968 wurde eine Douglas DC-4/C-54B-10-DO der peruanischen Rutas Internacionales Peruanes SA - RIPSA (OB-R-849) an einem unbekannten Ort irreparabel beschädigt. Über Personenschäden ist nichts bekannt.[325]

- Am 28. September 1968 kollidierte eine aus Lagos kommende Douglas DC-4/C-54B-1-DC der nigerianischen Pan African Airlines mit dem US-amerikanischen Kennzeichen N90427 während eines Nachtanflugs auf den Flughafen Port Harcourt (Nigeria) mit Bäumen und stürzte in ein Dorf. Die geladene Munition an Bord explodierte und löste einen starken Brand aus. Alle 57 Insassen, zwei Besatzungsmitglieder und 55 Passagiere, sowie eine Person am Boden wurden getötet.[326]

- Am 6. November 1968 kam es mit einer Douglas DC-4/C-54A-15-DC der brasilianischen Viação Aérea São Paulo (VASP) (PP-LEW) auf dem Flughafen Rio de Janeiro–Santos Dumont (Brasilien) zu einer Bauchlandung, weil die Crew vergessen hatte, das Fahrwerk auszufahren. Alle Insassen überlebten den Totalschaden.[327]

- Am 28./29. Dezember 1968 landeten israelische Kommandos auf dem Beiruter Flughafen und sprengten 14 Flugzeuge verschiedener libanesischer Fluggesellschaften, darunter auch die Douglas DC-4/C-54B-1-DC OD-ADI der Trans Mediterranean Airways (TMA), als Vergeltung für einen palästinensischen Angriff auf ein israelisches Flugzeug am 26. Dezember 1968 in Athen.[328][329]

- Im Jahr 1969 (genaues Datum unbekannt) setzte eine Douglas DC-4/C-54D-15-DC der Ecuatoriana (HC-ANP) kurz vor dem Landebahnanfang auf dem Flughafen Lago Agrio (Ecuador) auf. Das Fahrwerk schlug gegen die Kante der Landebahn, wodurch die Benzintanks aufgerissen wurden. Der Treibstoff lief auf die heißen Bremsen und löste ein massives Feuer aus. Das Flugzeug wurde irreparabel beschädigt. Alle Insassen überlebten den Unfall.[330]

- Am 9. März 1969 verschwand eine Douglas DC-4 der US-amerikanischen Continental Air Transport (N3821) spurlos auf dem Weg vom Flughafen Halifax (Nova Scotia, Kanada) zum Flughafen Santa Maria (Azoren). Alle 3 Besatzungsmitglieder kamen ums Leben, die einzigen Insassen auf dem Frachtflug.[331]

- Am 1. Mai 1969 wurde eine geparkte Douglas DC-4/C-54B-1-DC der Air Vietnam (F-BELL) auf dem Flughafen Saigon (Südvietnam) durch einen Brand zerstört. Das Flugzeug war von Air France geleast. Personen kamen nicht zu Schaden.[332]

- Am 24. Mai 1969 wurde eine Douglas DC-4 der nigerianischen Pan African Airlines (N9982H) auf dem Flughafen Benin City (Nigeria) bei einem Luftangriff durch ein Kleinstflugzeug des Typs Malmö Flygindustri MFI-9 zerstört. Die angreifende Maschine wurde eingesetzt, um die Transportflugzeuge der Hungerhilfe während des Biafra-Krieges zu schützen. Personen kamen nicht zu Schaden.[333]

- Am 28. Mai 1969 verließ eine Douglas DC-4/C-54A-15-DC der französischen Air France, betrieben für die französische Post Centre d’Exploitation Postal (F-BFCP), während des Starts vom Flughafen Paris-Orly (Frankreich) bei einer Geschwindigkeit von 60 Knoten (112 km/h) die Startbahn nach rechts. Trotzdem wurde der Start noch weitere 600 Meter fortgesetzt, bis das Flugzeug nach Kollisionen mit mehreren Hindernissen zum Stillstand kam. Der Flugingenieur hatte die Tankwahlschalter auf „Halb“ gestellt, da dies in den anderen DC-4 der Air France der Stellung „Voll auf“ entsprach. Alle drei Besatzungsmitglieder überlebten den Unfall. Das Flugzeug wurde irreparabel beschädigt.[334]

- Am 5. Juni 1969 brach an einer Douglas DC-4/R5D-2 der United States Navy (US Navy) (Bu 50852) bei der Landung auf der Naval Air Station China Lake (Kalifornien, USA) das Bugfahrwerk zusammen. Das Flugzeug wurde irreparabel beschädigt. Alle Insassen überlebten den Unfall.[335]

- Am 28. Juni 1969 verunglückte eine Douglas DC-4/C-54A-15-DC der simbabwischen Affretair (TR-LNV) beim Startversuch von der Urwaldpiste Uli Airstrip (Biafra). Die DC-4 war im Rahmen der Hungerhilfe während des Biafra-Krieges dort gelandet, um Hilfsgüter dorthin zu fliegen. Über Personenschäden ist nichts bekannt.[336]

- Im Juli 1969 (genaues Datum unbekannt) wurde eine Douglas DC-4/C-54A-DO der französischen Air Fret (F-OCNU) auf der Urwaldpiste Uli Airstrip (Biafra) am Boden zerstört. Die DC-4 war im Rahmen der Hungerhilfe während des Biafra-Krieges dort gelandet, um Hilfsgüter dorthin zu fliegen. Über Personenschäden ist nichts bekannt.[337]

- Am 20. September 1969 befand sich eine Douglas DC-4 der Air Vietnam (XV-NUG) auf einem Linienflug von Pleiku im Anflug auf den Flughafen Da Nang. Sie wurde von oben von einer McDonnell F-4 Phantom II der United States Air Force gerammt, die von einem Kampfeinsatz zurückkam. Die Linienmaschine stürzte in ein Feld. Dabei kamen 76 Menschen ums Leben. Von den 75 Insassen wurden 74 getötet, alle 5 Besatzungsmitglieder und 69 Passagiere, sowie 2 Bauern, die in einem Feld arbeiteten.[338]

- Am 13. Oktober 1969 verunglückte eine Douglas DC-4/C-54D-5-DC der United States Air Force (USAF) (42-72611) auf dem Flug von der Elmendorf Air Force Base (Alaska, USA) zum rund 500 Kilometer südwestlich gelegenen Flughafen King Salmon, ebenfalls in Alaska. Alle 4 Besatzungsmitglieder kamen ums Leben. Es war der letzte tödliche Unfall einer DC-4 bei der USAF in 26 Jahren. Das Wrack wurde erst im Jahr 1972 gefunden.[339]

- Am 10. November 1969 wurde eine Douglas DC-4-1009 der nigerianischen Pan African Airlines (N480G) auf dem Flughafen Port Harcourt (Nigeria) bei einem Luftangriff durch ein Kleinstflugzeug des Typs Malmö Flygindustri MFI-9 zerstört. Die angreifende Maschine wurde eingesetzt, um die Transportflugzeuge der Hungerhilfe während des Biafra-Krieges zu schützen. Personen kamen nicht zu Schaden.[340]

## 1970er-Jahre
- Im Jahr 1970 (genaues Datum unbekannt) wurde eine Douglas DC-4 der US-amerikanischen Mideastern Airways (Luftfahrzeugkennzeichen N91069) an einem unbekannten Ort irreparabel beschädigt. Über Personenschäden ist nichts bekannt.[341]

- Am 14. Januar 1970 kollidierte eine Douglas DC-4/RC-54V der peruanischen Faucett Perú (OB-R-776) mit dem Berg Pozo Chuño im Distrikt Contumazá (Peru). Das Flugzeug war auf dem Weg vom Flughafen Trujillo nach Juanjuí. Alle 28 Insassen, vier Besatzungsmitglieder und 24 Passagiere, kamen ums Leben.[342]

- Am 21. Januar 1970 wurde eine Douglas DC-4/C-54E der kolumbianischen Avianca (HK-171) auf einem derzeit nicht bekannten Flughafen in Kolumbien irreparabel beschädigt. Alle Insassen überlebten den Totalschaden.[343]

- Am 14. April 1970 startete eine Douglas DC-4/C-54D-1-DC der Ecuatoriana (HC-AON) bei Nebel im Instrumentenflug vom Flughafen Miami (Florida, USA) zu einem Frachtflug nach Quito. In einer Höhe von 15 Metern begann das Flugzeug zu sinken, schlug hinter der Startbahn auf und rutschte noch 270 Meter weiter, bevor es mit einer Betonkonstruktion kollidierte. Ursachen waren mangelhafte Überwachung der Fluginstrumente und falsche Verfahren nach dem Start. Bei diesem CFIT (Controlled flight into terrain) wurden beide Besatzungsmitglieder, die einzigen Insassen auf dem Frachtflug, getötet.[344]

- Am 20. August 1970 stürzte eine Douglas DC-4/C-54G-10-DO der United States Air Force (USAF) (45-602) nach dem Start vom Militärflugplatz Homestead (Florida, USA) 7,5 Kilometer nordöstlich davon in einen Sumpf und brannte aus. Alle acht Insassen überlebten den Unfall leicht verletzt. Dies war der letzte Totalschaden einer DC-4/C-54 bei der United States Air Force (USAF) seit ihrem Erstflug 1942.[345]

- Am 19. Februar 1971 überrollte eine Douglas DC-4/C-54B-DC der Kolumbianischen Luftwaffe (FAC-692) bei der Landung auf dem Flughafen Barrancabermeja-Yariguíes (Kolumbien) das Landebahnende. Die Maschine fing Feuer und wurde irreparabel beschädigt. Von den 35 Insassen kamen 6 ums Leben, ein Besatzungsmitglied und 5 Passagiere.[346]

- Am 28. Februar 1971 flog eine Douglas DC-4/C-54A-DO der Air Afrique (TT-DAA) 4 Kilometer vor dem Flugplatz Fort Archambault (heute Flughafen Sarh) (Tschad) in den Boden. Als Ursachen wurden Übermüdung der Piloten sowie ein defekter Funkhöhenmesser ermittelt. Alle 3 Insassen auf dem Frachtflug, zwei Besatzungsmitglieder und ein Passagier, überlebten den Totalschaden.[347]

- Am 19. Dezember 1971 flog eine Douglas DC-4/C-54A-10-DC der argentinischen Aero Palas (LV-JPG) gegen den Berg Cerro Huayca (Peru). Bei diesem CFIT (Controlled flight into terrain) wurden alle 6 Insassen getötet.[348]

- Am 11. Februar 1972 verschwand eine Douglas DC-4/C-54A-DO der Royal Air Lao (XW-TDE) auf dem Flug von Savannakhet (Laos) nach Vientiane. Es wurde gemeldet, dass die Maschine abgeschossen wurde. Alle 23 Insassen, sechs Besatzungsmitglieder und 17 Passagiere, wurden getötet.[349]

- Am 24. September 1972 stürzte eine Douglas DC-4/C-54D-1-DC der Air Vietnam (XV-NUH) bei Ben Cat (Vietnam) in sumpfiges Gelände. Die aus Vientiane (Laos) kommende Maschine befand sich im Anflug auf den Flughafen Saigon, als sie 37 Kilometer vor dem Ziel verunglückte. Von den 13 Insassen kamen 10 ums Leben, vier Besatzungsmitglieder und sechs Passagiere.[350]

- Am 2. März 1973 wurde eine Douglas DC-4/C-54E-1-DO der Argentinischen Marine (0540/5-T-3) auf dem Flughafen Ushuaia (alt) (SAWO) (Argentinien) irreparabel beschädigt. Alle Insassen überlebten den Unfall.[351]

- Am 19. März 1973 stürzte eine aus Saigon kommende Douglas DC-4 der Air Vietnam (XV-NUI) im Anflug auf den Flughafen Buon Ma Thuot 6,5 Kilometer südlich davon ab. Ursache war eine Explosion im Frachtraum in der Nähe des Hauptholms. Alle 58 Insassen, 5 Besatzungsmitglieder und 53 Passagiere kamen ums Leben.[352]

- Am 27. Dezember 1973 brannte eine Douglas DC-4/C-54B-15-DO der kolumbianischen Avianca (HK-1027) komplett aus, die auf dem Flughafen Cartagena (Kolumbien) geparkt war, nachdem ein Treibstofftank in der rechten Tragfläche nahe dem Triebwerk Nr. 4 explodiert war. Alle Insassen überlebten.[353]

- Am 10. Januar 1974 verschwand eine Douglas DC-4 der bolivianischen TAM – Transporte Aéreo Militar (zivile Fluggesellschaft der bolivianischen Luftwaffe) (TAM-52) auf dem Flug vom Flughafen La Paz-El Alto zum Flughafen Santa Rosa (Bolivien). Alle 24 Insassen, drei Besatzungsmitglieder und 21 Passagiere, blieben vermisst.[354]

- Am 20. Februar 1974 wurde eine Douglas DC-4/C-54A-5-DO der Air Vietnam (XV-NUM) auf einem Flug vom Flugplatz Quy Nhơn zum Flughafen Da Nang entführt. Der Entführer forderte, nach Dong Hoi im damaligen Nordvietnam geflogen zu werden. Die Piloten landeten jedoch in Huế, Südvietnam. Als der Entführer die Täuschung bemerkte, zündete er eine Sprengladung, wodurch insgesamt 3 Menschen getötet und ein 2 × 3 m großes Loch in den Rumpf gerissen wurde. Das Flugzeug wurde irreparabel beschädigt.[355]

- Am 7. März 1974 schlug eine Douglas DC-4-1009 der kongolesischen Air Zaïre (9Q-CBH) in Gemena vor der Landebahnschwelle auf. Das Flugzeug wurde als Totalverlust abgeschrieben. Über Personenschäden ist nichts bekannt.[356]

- Am 4. April 1974 stürzte eine Douglas DC-4/C-54B-20-DO der botswanischen Wenela Air Services (A2-ZER) 3600 Meter vom Flughafen Francistown (Botswana) entfernt ab. Kurz nach dem Abheben stiegen die Temperaturen aller Triebwerke immer weiter an, es kam zu Fehlzündungen und Zündaussetzern. Die Piloten versuchten, für eine Notlandung zurückzukehren. Die Maschine sank jedoch, kollidierte mit Bäumen und geriet in Brand. Bei dem Unfall wurden 78 der 84 Insassen getötet, drei Besatzungsmitglieder und 78 Passagiere. Nur sechs Menschen überlebten den Unfall. Die Maschine war teilweise fehlbetankt worden, da in einen Treibstofftank Kerosin (Treibstoff für Jets) statt Flugbenzin (AvGas) gefüllt worden war.[357]

- Am 15. Juli 1974 wurde eine Douglas DC-4/C-54A-5-DC der taiwanischen China Airlines, vermietet an Air Cambodge (B-1811), auf dem Flughafen Battambang (Kambodscha) irreparabel beschädigt. Über Personenschäden ist nichts bekannt.[358]

- Am 24. Juli 1974 flog eine Douglas DC-4 der kolumbianischen Aeronorte (HK-728) bei El Libano (Kolumbien) in einer Höhe von etwa 3700 Metern gegen einen Berg. Alle drei Besatzungsmitglieder, die einzigen Insassen des Frachtfluges von Bogotá nach Barranquilla, kamen ums Leben.[359]

- Am 28. November 1974 wurde eine Douglas DC-4/C-54B-1-DC der taiwanischen China Airlines (B-1801), betrieben für Air Cambodge, in der Nähe von An Loc (Provinz Bình Phước, Südvietnam) abgeschossen. Die Maschine befand sich auf einem Flug vom Flughafen Phnom Penh zum Flughafen Kai Tak. Alle 3 Besatzungsmitglieder, die einzigen Insassen, kamen ums Leben.[360]

- Am 29. November 1974 kollidierte eine Douglas DC-4/C-54D-10-DC der Luftwaffe von Honduras (FAH-799) nahe dem 3.451 Meter (11.322 Fuß) hohen Berggipfel Cerro de la Muerte (Costa Rica) mit dem Gelände. Die Maschine befand sich auf dem Flug von Tegucigalpa (Honduras) zur Howard Air Force Base (Panama). Alle 4 Besatzungsmitglieder, die einzigen Insassen, kamen ums Leben. Das Wrack wurde erst am 16. Mai 1975 gefunden.[361]

- Am 2. Januar 1975 wurde versucht, mit einer Douglas DC-4/C-54P der US-amerikanischen Transvall Corp. (N37AP) von der Davis-Monthan Air Force Base (Arizona, USA) zu starten. Das Flugzeug raste jedoch über das Startbahnende hinaus ohne abzuheben und wurde irreparabel beschädigt. Die Ursache war, dass vor dem Start weder die Ruderverriegelung der Steuerungen entfernt noch die Freigängigkeit der Steuerflächen überprüft worden war. Vergleichbar ist dies mit dem Losfahren mit einem Auto, bei dem das Lenkradschloss verriegelt ist. Außerdem hatte der Kapitän trotzdem den Start nicht abgebrochen. Alle drei Besatzungsmitglieder überlebten den Unfall.[362]

- Am 12. März 1975 stürzte eine Douglas DC-4/C-54D-5-DC der Air Vietnam (XV-NUJ) 25 Kilometer südwestlich von Pleiku (Vietnam) ab. Die Maschine war auf einem internationalen Linienflug von Vientiane (Laos) nach Saigon. Alle 26 Insassen, sechs Besatzungsmitglieder und 20 Passagiere, kamen ums Leben. Aufgrund der Kämpfe im Absturzgebiet konnte das Wrack nicht untersucht werden.[363]

- Am 10. April 1975 wurde eine Douglas DC-4/C-54A-5-DO der Royal Air Lao (XW-PKH) auf dem Flughafen Phnom Penh (Kambodscha) bei einem Angriff von Terroristen der Roten Khmer zerstört. Über Personenschäden ist nichts bekannt.[364]

- Am 30. Juni 1975 verunglückte eine Douglas DC-4 der kolumbianischen Taxi Aéreo El Venado (HK-1309) in hügeligem Gelände 27 Kilometer von Saravena (Kolumbien) entfernt. Die Maschine war auf einem Inlandsflug von Cúcuta nach Tame. Alle 3 Besatzungsmitglieder des Frachtfluges kamen ums Leben.[365]

- Am 16. Juli 1975 brach an einer Douglas DC-4 der kolumbianischen Aerotal Colombia (HK-654) bei der Landung auf dem Flughafen von Arauca (Kolumbien) das Bugfahrwerk zusammen. Das Flugzeug wurde irreparabel beschädigt. Alle acht Insassen überlebten.[366]

- Am 15. Januar 1976 streifte eine Douglas DC-4/C-54A der kolumbianischen Taxi Aéreo El Venado (HK-172) 30 Kilometer östlich von Chipaque (Kolumbien) in einer Höhe von 3.540 Metern (11.600 Fuß) einen wolkenverhangenen Berg und stürzte 800 Meter tief in eine Schlucht. Die Maschine befand sich auf einem Inlandsflug vom Flughafen Bogota-Eldorado nach La Macarena. Durch diesen CFIT (Controlled flight into terrain) wurden alle 13 Insassen getötet, drei Besatzungsmitglieder und 10 Passagiere.[367]

- Am 24. März 1976 wurde eine Douglas DC-4/C-54A-1-DO der Royal Air Lao (XW-PND) auf dem Flughafen Vientiane (Laos) bei einem schweren Sturm irreparabel beschädigt. Über Personenschäden ist nichts bekannt.[368]

- Am 24. März 1976 wurde eine Douglas DC-4/R5D-1 der Royal Air Lao (XW-PNF) auf dem Flughafen Vientiane (Laos) bei einem schweren Sturm irreparabel beschädigt. Über Personenschäden ist nichts bekannt.[369]

- Am 24. März 1976 wurde eine Douglas DC-4/C-54A-15-DC der Royal Air Lao (XW-PNI) auf dem Flughafen Vientiane (Laos) bei einem schweren Sturm irreparabel beschädigt. Über Personenschäden ist nichts bekannt.[370]

- Am 9. August 1976 verunglückte eine Douglas DC-4/C-54E-15-DO der Spanischen Luftstreitkräfte (T.4-11) in hügeligem Gelände nahe Vejer de la Frontera (Spanien) und brannte aus. Von den 32 Insassen kamen 12 ums Leben.[371]

- Am 30. Dezember 1976 flog eine Douglas DC-4/C-54A-1-DO der peruanischen Faucett Perú (OB-R-247) sieben Minuten nach dem Start vom Flughafen Trujillo (Peru) in den 27 Kilometer nördlich davon gelegenen Berg Cerro Pintado. Alle 24 Insassen, fünf Besatzungsmitglieder und 19 Passagiere, wurden getötet.[372]

- Am 4. März 1977 brach an einer Douglas DC-4/C-54E-1-DO der US-amerikanischen Interamerica Air Lease (N174DP) bei einer Landung in offenem Gelände des Everglades-Nationalparks (Florida, USA) das Bugfahrwerk zusammen. Das Flugzeug wurde irreparabel beschädigt. Mit der Maschine wurde eine Ladung von 1690 kg Marihuana befördert. Die beiden Besatzungsmitglieder und ein Passagier, die einzigen Insassen des Schmuggelfluges, überlebten den Unfall.[373]

- Am 26. Januar 1977 kam es bei einer Douglas DC-4/C-54D-5-DC der bolivianischen Frigorifico Reyes (CP-1208) während des Startvorgangs auf dem Flughafen San Borja (Bolivien) zu einem Triebwerksausfall. Aufgrund fehlerhafter Reaktionen der Besatzung geriet die Maschine nach links von der Startbahn ab und kollidierte mit einer geparkten Douglas DC-3. Das Flugzeug wurde irreparabel beschädigt. Alle 7 Insassen des Frachtfluges, drei Besatzungsmitglieder und 4 Passagiere, überlebten.[374]

- Am 26. November 1977 wurde eine Douglas DC-4/C-54B-1-DC der kongolesischen African Lux (9Q-CAM) über der Provinz Tete (Mosambik) abgeschossen. Die Maschine befand sich auf einem Flug von Rhodesien nach Zaire. Die beiden Besatzungsmitglieder, einzige Insassen auf dem Frachtflug, überlebten den Abschuss.[375]

- Am 30. Januar 1978 wurde eine Douglas DC-4-1009 der Luftstreitkräfte des Tschad (TT-NAA) von einer schultergestützten Boden-Luft-Rakete des Typs 9K32 Strela-2 an der linken Tragfläche getroffen. Das Triebwerk Nr. 2 (links innen) fing Feuer und löste sich samt Propeller vom Flugzeug. Die Besatzung konnte eine Notlandung in der Wüste durchführen, 55 Kilometer westlich von Faya-Largeau. Alle 5 Besatzungsmitglieder überlebten den versuchten Abschuss.[376]

- Am 18. April 1978 wurde eine Douglas DC-4 der US-amerikanischen Panavia Cargo (N88909) auf dem North Caicos Airport (Turks- und Caicosinseln) vor der Landebahn aufgesetzt. Das Flugzeug wurde irreparabel beschädigt. Alle 6 Insassen, die beiden Besatzungsmitglieder und 4 Passagiere, überlebten den Unfall.[377]

- Am 17. Oktober 1978 verunglückte eine Douglas DC-4/C-54 eines unbekannten Betreibers (Kennzeichen unbekannt) an der Hacienda del Cesar bei Valledupar (Kolumbien). Mit der Maschine wurde eine Ladung Marihuana befördert. Alle 3 Besatzungsmitglieder, die einzigen Insassen des Schmuggelfluges, wurden getötet. Das Flugzeug wurde irreparabel beschädigt.[378]

- Am 16. Dezember 1978 verunglückte eine Douglas DC-4 eines unbekannten Betreibers (Kennzeichen unbekannt) beim Versuch einer Nachtlandung auf einer Hacienda im Departament del Cesar (Kolumbien). Das Flugzeug fing bei der Bruchlandung Feuer und brannte aus. Mit der Maschine wurde eine Ladung Marihuana befördert. Ein Pilot des Schmuggelfluges wurde verbrannt im Wrack gefunden.[379]

- Am 12. Januar 1979 wurde eine Douglas DC-4/C-54D-10-DC der bolivianischen Trak Airways (Transportes Aéreos Kantuta) (CP-1352) bei einem Unfall 48 Kilometer nordöstlich von San Borja (Bolivien) irreparabel beschädigt. Alle Insassen überlebten den Unfall.[380]

- Am 15. Mai 1979 hob eine Douglas DC-4/C-54S der US-amerikanischen Biegert Aviation (N44905) während des Startvorgangs vom Mesa-Falcon Field (Arizona, USA) nicht ab und kollidierte mit einem Dreckhaufen. Das Flugzeug wurde irreparabel beschädigt. Ursache war, dass vor dem Start weder die Ruderverriegelung des Höhenruders entfernt noch die Freigängigkeit der Steuerflächen überprüft worden war. Vergleichbar ist dies mit dem Losfahren mit einem Auto, bei dem das Lenkradschloss verriegelt ist. Alle 2 Besatzungsmitglieder überlebten den Unfall.[381]

- Am 17. Mai 1979 geriet eine Douglas DC-4 der US-amerikanischen Bush Aviation (Kennzeichen unbekannt) während des Fluges in Brand und musste im Golf von Mexiko notgewassert werden. Alle 3 Besatzungsmitglieder überlebten den Unfall.[382]

- Am 1. Juni 1979 entstand an einer Douglas DC-4/C-54A-5-DO der kanadischen Aero Trades Western (C-FQIX) nach dem Start ein Brand im Triebwerk Nr. 1 (links außen). Die Feuerlöschanlage erwies sich als defekt, und es wurde mit noch brennendem Motor eine Notlandung auf dem Startflugplatz Thompson (Manitoba, Kanada) durchgeführt. Nach der Landung wurden die linke Tragfläche und Rumpfseite durch das Feuer zerstört. Die beiden Besatzungsmitglieder, einzige Insassen auf dem Flug, überlebten den Unfall.[383]

- Am 19. November 1979 streifte eine Douglas DC-4/RC-54V der US-amerikanischen Tiburon Aircraft Inc (N8060C) im Endanflug auf den Flugplatz McCormick (South Carolina, USA) Bäume, stürzte ab und explodierte. Mit der Maschine wurde eine Ladung von 6000 kg Marihuana befördert. Beide Besatzungsmitglieder, die einzigen Insassen des Schmuggelfluges, wurden getötet.[384]

- Am 18. Dezember 1979 flog eine Douglas DC-4/C-54D-10-DC der kolumbianischen SATENA (FAC-1106) auf dem Flug von Arauca nach Cúcuta in einer Höhe von 3400 Metern in den Cerro Toledo (Kolumbien). Alle 21 Insassen, 5 Besatzungsmitglieder und 16 Passagiere, wurden getötet.[385]

## 1980er-Jahre
- Am 28. April 1980 verunglückte eine Douglas DC-4/C-54Q der bolivianischen Trak Airways (Transportes Aéreos Kantuta) (Luftfahrzeugkennzeichen CP-1351) irgendwo am Río Beni (Bolivien) nach mehrfachem Vergaserausfall. Alle 5 Insassen des Frachtfluges, drei Besatzungsmitglieder und 2 Passagiere, überlebten den Unfall.[386]

- Am 24. November 1980 wurde eine Douglas DC-4-1009 der Südafrikanischen Luftwaffe (SAAF 6903) auf dem Flughafen Johannesburg-Rand (Südafrika) bei Wartungsarbeiten zerstört. Personen kamen nicht zu Schaden.[387]

- Am 2. Dezember 1980 kollidierte eine Douglas DC-4/C-54Q des US Forest Service (N96449) mit einer anderen DC-4 (N406WA) und stürzte 8 Kilometer nördlich von Indio (Kalifornien) ab. Beide Maschinen waren auf dem Flugplatz Hemet-Ryan (Kalifornien, USA) zu einem Positionierungsflug nach Tucson gestartet. Als die Piloten gegenseitig Fotos ihrer Flugzeuge machten, kam es zur Kollision, wobei das gesamte Heck der N96449 durch einen Propeller der anderen Maschine 3 Meter vor der Höhenflosse durchgeschnitten wurde. Es kam zum Kontrollverlust und Absturz. Die beiden Piloten, die einzigen Insassen, wurden getötet. Das andere Flugzeug konnte beschädigt auf dem Flughafen Palm Springs notlanden.[388]

- Im Jahr 1981 (genaues Datum unbekannt) wurde eine Douglas DC-4 der US-amerikanischen Southern Aero Trades Inc. (N122AC) an einem unbekannten Ort irreparabel beschädigt. Über Personenschäden ist nichts bekannt.[389]

- Am 28. März 1981 fing an einer Douglas DC-4/C-54B-1-DC der US-amerikanischen Tuky Air Transport, betrieben für Caribbean Air Cargo (N98AS) das Triebwerk Nr. 3 (rechts innen) Feuer. Nachdem es gelöscht und das Triebwerk abgestellt war, entwickelten sich Steuerungsprobleme. Die Maschine musste im Karibischen Meer querab von Saint Croix (Außengebiet der Vereinigten Staaten) notgewassert werden und sank innerhalb von 45 Minuten. Einer der beiden Piloten, der einzigen Besatzungsmitglieder auf dem Frachtflug, kam ums Leben.[390]

- Am 14. Juli 1981 explodierte an einer Douglas DC-4/SC-54G der US-amerikanischen Aero Union (N3373F) ein Zylinder des Triebwerks Nr. 2 (links innen) und löste ein Feuer im Triebwerk Nr. 1 (links außen) aus. Dies führte zu einem massiven Brand des linken Außenflügels. Während des Versuchs der Rückkehr zum Flughafen Kenai (Alaska, USA) brach dieser Teil der Tragfläche ab, was zum Absturz der Maschine führte. Alle 3 Besatzungsmitglieder, die einzigen Insassen, kamen ums Leben.[391]

- Am 11. August 1981 mussten die Piloten einer Douglas DC-4 der kolumbianischen SADELCA (HK-136) auf dem Flug von Florencia nach Neiva notlanden. Die Maschine wurde irreparabel beschädigt. Personen kamen nicht zu Schaden.[392]

- Am 2. Dezember 1981 schlug eine Douglas DC-4-1009 der kanadischen Aero Trades Western (C-FJRW) bei der Landung auf dem Flugplatz Spence Bay (Taloyoak Airport) (Nordwest-Territorien, Kanada) 15 Meter vor und gut einen Meter unterhalb des Landebahnanfangs auf dem Boden auf. Dadurch brach das linke Hauptfahrwerk zusammen, woraufhin sich das Flugzeug um mehr als 180 Grad drehte und irreparabel beschädigt wurde. Die drei Besatzungsmitglieder, einzige Insassen auf dem Frachtflug, überlebten den Unfall.[393]

- Im Jahr 1982 (genaues Datum unbekannt) wurde eine Douglas DC-4/C-54Q der US-amerikanischen Florida Aircraft Leasing (N111AV) auf dem Marsh Harbour Airport (Great Abaco, Bahamas) irreparabel beschädigt. Über Personenschäden ist nichts bekannt.[394]

- Am 21. Januar 1982 wurde eine Douglas DC-4/C-54E-15-DO der französischen Aéronavale (Marineflieger) (FrNav 49148) in einer Höhe von 1002 Metern gegen den Berg Kokoréta geflogen. Beim Flugtraining auf dem Flughafen La Tontouta (Neukaledonien) wurde zehnmal ein Touch-and-Go geübt, bis die Maschine nach links in den Berg flog. Bei diesem CFIT (Controlled flight into terrain) wurden alle 7 Besatzungsmitglieder getötet.[395]

- Am 8. Juni 1983 wichen die Piloten einer aus La Paz kommenden Douglas DC-4/VC-54Q der bolivianischen Frigorifico Reyes CP-1404 wegen schlechten Wetters am Zielort Palmira zum Flughafen Trinidad (Bolivien) aus. Bei der dortigen Landung verunglückte die Maschine, wobei ein Feuer ausbrach und das Flugzeug zerstört wurde. Alle 5 Insassen, drei Besatzungsmitglieder und 2 Passagiere, wurden getötet.[396]

- Am 29. Juni 1983 fielen an einer Douglas DC-4/C-54G-10-DO der US-amerikanischen Pacific Air Express (N300JT) im Anflug auf den Flughafen Kahului (Hawaii, USA) in 240 Meter Höhe alle vier Triebwerke fast gleichzeitig aus. Die Maschine machte eine Bauchlandung in einem Zuckerrohrfeld, knapp 1900 Meter vor der Landebahn und 1800 Meter rechts von der Anfluggrundlinie. Ursache war Vergaservereisung. Die drei Besatzungsmitglieder, einzige Insassen auf dem Frachtflug, überlebten den Unfall. Das Flugzeug wurde irreparabel beschädigt.[397]

- Am 13. Januar 1984 kehrte eine Douglas DC-4/EC-54U der bolivianischen North East Bolivian Airways (NEBA) (CP-1090) nach dem Start aufgrund des Ausfalls des Motors Nr. 2 (links innen) zum Startflughafen Cochabamba (Bolivien) zurück. Bei der Landung schlugen Propeller auf der Landebahn auf, wodurch die Maschine seitlich von der Bahn abkam und in einem Entwässerungsgraben aufschlug. Eines der drei Besatzungsmitglieder auf dem Frachtflug kam ums Leben. Das Flugzeug wurde irreparabel beschädigt.[398]

- Am 24. März 1984 kam es bei einer Douglas DC-4/C-54S auf einem Frachtflug der bolivianischen Frigorifico Reyes (CP-1206) kurz nach dem Abheben vom Flughafen Rurrenabaque (Bolivien) zu Fehlzündungen. Die rechte Tragflächenspitze streifte Bäume, woraufhin das Flugzeug außer Kontrolle geriet und in einem Wald abstürzte. Alle 5 Insassen, drei Besatzungsmitglieder und 2 Passagiere, wurden getötet.[399]

- Im Januar 1985 (genaues Datum unbekannt) stürzte eine Douglas DC-4 der US-amerikanischen BIF Air Inc. (N88939) im Anflug auf den Flughafen South Caicos (Turks- und Caicosinseln) ab und brannte komplett aus. Über Personenschäden ist nichts bekannt; möglicherweise überlebten die Insassen den Unfall.[400]

- Am 19. Juni 1986 stürzte eine Douglas DC-4D der kolumbianischen Líneas Aéreas Suramericanas (HK-1808) drei Kilometer vor dem Flughafen La Macarena (Kolumbien) ab. Nach dem Ausfall des Triebwerks Nr. 4 (rechts außen) hatten die Piloten versucht, zu diesem Startflughafen zurückzukehren. Die drei Besatzungsmitglieder, einzige Insassen des Frachtfluges, kamen ums Leben, ebenso die als Fracht an Bord befindlichen 21 Kühe und zahlreiche Schweine.[401]

- Am 23. Dezember 1986 geriet an einer Douglas DC-4/C-54R der US-amerikanischen Central Air Services (N96361) auf einem Trainingsflug in der Nähe des Arlington Municipal Airport (Washington, USA) ein Brand im Triebwerk Nr. 3 (rechts innen) außer Kontrolle. Die Maschine musste im Pazifik notgewassert werden. Die beiden Besatzungsmitglieder, einzige Insassen, überlebten den Unfall.[402]

- Am 7. Januar 1987 wurde eine Douglas DC-4/C-54D-1-DC der kongolesischen Kinair Cargo (9Q-CAG) an einem unbekannten Ort in Zaire zerstört, nachdem ein Triebwerk Feuer gefangen hatte. Alle Insassen überlebten den Unfall.[403]

- Am 16. Juni 1987 setzte eine Douglas DC-4-1009 der kanadischen Calm Air (C-GPFG) vor dem Landebahnanfang am Hidden Bay airstrip (Saskatchewan, Kanada) auf. Das rechte Hauptfahrwerk schlug gegen die Bahnkante, woraufhin die rechte Tragfläche brach. Alle 4 Insassen, Besatzungsmitglieder und Passagiere, überlebten den Unfall.[404]

- Am 23. August 1988 verunglückte eine Douglas DC-4 der kongolesischen Kinair Cargo (9Q-CBK) im Anflug auf den Flughafen Brazzaville Maya-Maya bei der Insel M'Bamou, 18 Kilometer östlich des Platzes. Alle 5 Insassen, Besatzungsmitglieder und Passagiere, kamen ums Leben.[405]

- Am 9. September 1988 kam es mit einer Douglas DC-4/C-54A-5-DC der bolivianischen Frigorifico Reyes (CP-1653) kurz nach dem Start vom Flughafen La Paz-El Alto (Bolivien) zu Triebwerksproblemen. Bei der erforderlichen Bauchlandung brach Feuer aus, wodurch das Flugzeug zerstört wurde. Alle drei Besatzungsmitglieder, die einzigen Insassen auf dem Frachtflug, überlebten den Unfall.[406]

- Am 22. November 1989 brach bei einer Douglas DC-4/C-54A-10-DC der Air Chad (TT-EAF) während der Landung auf dem Flughafen N’Djamena (Tschad) das Bugfahrwerk zusammen. Personen kamen nicht zu Schaden. Das Flugzeug wurde irreparabel beschädigt.[407]

## 1990er-Jahre
- Am 17. April 1995 kollidierte eine Douglas DC-4/C-54G-5-DO der US-amerikanischen Brooks Fuel (Luftfahrzeugkennzeichen N898AL) bei der Landung auf dem Flugplatz von Kivalina (Alaska, USA) mit nicht geräumten Schneebänken auf der Landebahn. Deren Existenz war weder gemeldet worden noch sichtbar. Das Flugzeug geriet seitlich von der Mittellinie ab, das Bugfahrwerk kollabierte und das Flugzeug wurde irreparabel beschädigt. Alle 3 Insassen, die beiden Besatzungsmitglieder und der einzige Passagier, überlebten den Unfall.[408]

- Am 30. April 1990 brach an einer Douglas DC-4/C-54P der US-amerikanischen Aero Union (N67109) bei der Landung auf dem Chico Municipal Airport (Kalifornien, USA) das Bugfahrwerk zusammen. In der auf einem Trainingsflug befindlichen Maschine brach ein Feuer aus, und das Flugzeug wurde irreparabel beschädigt. Die beiden Besatzungsmitglieder, einzige Insassen auf dem Flug, überlebten den Unfall.[409]

- Im Jahr 1991 (genaues Datum unbekannt) kam es an einer Douglas DC-4/C-54A-10-DC der kongolesischen GLM Aviation (9Q-CWP) am Flughafen Kinshasa-Ndjili (Kongo) zu einem explosionsartigen Triebwerksschaden. Über Personenschäden ist nichts bekannt. Das Flugzeug wurde irreparabel beschädigt.[410]

- Am 3. Februar 1992 fiel bei einer Douglas DC-4/C-54Q der US-amerikanischen West Indies Air Transport (N74AF) während des Rollens auf dem Flugplatz Aguadilla-Borinquen (Puerto Rico, USA) die Hydraulik aus. Die Maschine kollidierte mit der rechten Tragfläche einer Lockheed Super Constellation (HI-542CT) und rollte in einen Graben. Ein Feuer brach aus, und das Flugzeug wurde irreparabel beschädigt. Der einzige Insasse überlebten den Totalschaden.[411]

- Am 24. August 1992 wurde eine Douglas DC-4/C-54D-5-DC des US-amerikanischen Besitzers Jose A. Balboa (N62433) auf dem Flughafen Miami (Florida, USA) durch den Hurrikan Andrew irreparabel beschädigt. Über Personenschäden ist nichts bekannt.[412]

- Am 8. Oktober 1993 verunglückte eine Douglas DC-4/C-54G-15-DO der US-amerikanischen Brooks Fuel (N811E) bei der Landung auf der eisbedeckten Landebahn am Flugplatz der Point Lay-Dew Station (Alaska, USA). Die Bahn war nur 3500 Fuß lang; auf einer trockenen Bahn wäre mit diesem Landegewicht eine Länge von 4500 Fuß nötig gewesen. Die Maschine verließ unkontrolliert die Landebahn und wurde irreparabel beschädigt. Alle 3 Insassen, die beiden Besatzungsmitglieder und der einzige Passagier, überlebten den Unfall.[413]

- Am 21. Juni 1995 kollidierte eine Douglas DC-4/C-54G der US-amerikanischen Aero Union (N4989P) mit einer Beechcraft Baron 58P des US Forest Service (N156Z). Beide Maschinen kamen von einem Einsatz zur Brandbekämpfung zurück und befanden sich im Anflug auf den Flugplatz Hemet-Ryan (Kalifornien, USA), als sie 1,6 Kilometer östlich von Ramona (Kalifornien) abstürzten. Alle 3 Piloten der beiden Flugzeuge kamen ums Leben.[414][415]

- Am 14. August 1996 entstand am Triebwerk Nr. 2 (links innen) einer Douglas DC-4/C-54A-15-DC der kanadischen Air North (C-FGNI) ein Feuer, durch das sich schließlich der Motor von der Tragfläche löste. Die Maschine war kurz zuvor mit 7500 kg Fracht auf dem Flugplatz Bronson Creek (British Columbia, Kanada) gestartet. Es gelang nicht, die heftig schüttelnde Maschine gerade zu halten; sie sank immer weiter. In 15 Metern Höhe wurde das Gas heraus genommen, und kurz vor der Wasserung im Iskut River berührte die brennende linke Tragfläche einen Baum. Alle drei Besatzungsmitglieder, die einzigen Insassen auf dem Frachtflug, konnten das brennende Flugzeug verlassen; der Erste Offizier und der Lademeister schwammen ans Ufer. Der Kapitän wird vermisst; wahrscheinlich ist er ertrunken.[416]

## 2000–2009
- Am 28. August 2002 streifte eine vom Flughafen Yellowknife kommende Douglas DC-4/C-54E der kanadischen Buffalo Airways (C-GQIC) bei der Landung auf dem Flugplatz Diavik (Nordwest-Territorien, Kanada) die Anflugbefeuerung und setzte kurz vor dem Landebahnanfang auf. Das Flugzeug drehte sich, die rechte Tragfläche brach ab, und es kam etwa 300 Meter weiter zum Stillstand. Ein Feuer brach aus, die Maschine wurde irreparabel beschädigt. Beide Besatzungsmitglieder des Frachtfluges wurden nur leicht verletzt.[417]

- Am 2. August 2003 setzte eine Douglas DC-4/C-54G der Buffalo Airways (C-GBSK) bei der Landung auf dem Flugplatz Ulu Mine Strip, Nordwest-Territorien (Kanada), vor der Landebahn auf. Das Fahrwerk brach zusammen, die Tragflächen rissen ab und fingen Feuer, der Rumpf rutschte nach rechts von der Landebahn ab. Diese besteht aus Schotter und ist knapp 1200 Meter lang. Die vier Besatzungsmitglieder des Frachtfluges blieben unverletzt.[418]

- Am 8. Mai 2004 kam es an einer Douglas DC-4/C-54P der US-amerikanischen Brooks Fuel (N44911) auf dem Flugplatz von Ganes Creek (Alaska, USA) nach dem Anlassen der Triebwerke Nr. 4, 3 und 2 zu einer Explosion des linken Hilfstanks und einem Brand. Beide linke Triebwerke und die äußere linke Tragfläche lösten sich vom Flugzeug. Die Piloten rollten mithilfe der zwei verbliebenen Motoren vom Explosionsort weg, stoppten und verließen die Maschine. Das Flugzeug wurde irreparabel beschädigt. Die beiden Besatzungsmitglieder, die einzigen Insassen auf dem Frachtflug, überlebten den Unfall.[419]

- Am 5. Januar 2006 startete eine Douglas DC-4/C-54G der kanadischen Buffalo Airways (C-GXKN) vom Flughafen Norman Wells, Nordwest-Territorien (Kanada), zu einem Frachtflug zum Flughafen Yellowknife. Sechs Minuten nach dem Start kam es zu einem Triebwerksbrand und Ausfall des Motors Nr. 2. Der Einsatz der im Motor eingebauten Feuerlöschflaschen blieb wirkungslos. Der Propeller wurde in Segelstellung gebracht, aber gleichzeitig ging der Propeller des Triebwerks Nr. 1 ebenfalls in Segelstellung. Kurz vor einer bereits eingeleiteten Außenlandung erlosch das Feuer, und die Piloten flogen mit nur zwei laufenden Triebwerken zurück zum Startflugplatz. Bei der Notlandung kam die Maschine von der Landebahn ab und erst 20 Meter vom Landebahnrand im tiefen Schnee zum Stillstand. Das Flugzeug wurde irreparabel beschädigt. Die vier Besatzungsmitglieder blieben unverletzt.[420]

- Am 17. Januar 2007 transportierte eine von der US-amerikanischen Brooks Fuel betriebene Douglas DC-4 (N82FA) 11000 Liter Heizöl von Fairbanks, Alaska zur Nixon Fork Mine. Während des Fluges versagte der Motor Nr. 2, woraufhin sich die Besatzung zum Abschalten des Motors und zur Rückkehr nach Fairbanks entschied. Beim Abschalten kam es zu einem Triebwerksbrand in Motor Nr. 2 und die Piloten steuerten den naheliegenden Flughafen Nenana an, der jedoch nicht mehr erreicht werden konnte. Bei der Notlandung in der Tundra 8 Kilometer westlich davon wurde die Maschine irreparabel beschädigt. Beide Piloten überlebten.[421]

## 2010–2019
- Am 22. März 2012 fiel bei einer Douglas DC-4 der US-amerikanischen Jet One Express (N406WA) während des Rollens nach der Landung auf dem Flughafen San Juan (Puerto Rico) die Steuerung des Bugfahrwerks aus. Das Flugzeug blieb über einem Wassergraben hängen. Beide Besatzungsmitglieder des Frachtfluges blieben unverletzt. Die Maschine wurde irreparabel beschädigt. Erst sieben Tage vorher war eine Convair CV-340 der Jet One Express nach dem Start vom Flughafen San Juan abgestürzt, wobei beide Piloten umgekommen waren.[422]

## 2020–2029
- Am 23. April 2024 brach an einer Douglas DC-4/C-54D-DC Skymaster der Alaska Air Fuel (Luftfahrzeugkennzeichen N3054V) im Triebwerk Nr. 1 (links außen) etwa drei Minuten nach dem Start vom Flughafen Fairbanks (Alaska, USA) ein Brand aus. Sekunden nach dem Auftreten der ersten Flammen war eine helle weiße Explosion hinter dem Motor Nr. 1 zu sehen. Das Flugzeug geriet daraufhin in eine unkontrolliert werdende, absteigende Linkskurve ins Gelände und schlug nahe dem Tanana River außerhalb von Fairbanks auf. Die beiden Piloten, die einzigen Insassen auf dem Frachtflug, kamen ums Leben. Als Ursachen wurde ein Leistungsverlust des Triebwerks Nr. 1 sowie der fehlerhafte Einbau einer Mutter im Propellerverstellsystem festgestellt, durch den Motoröl auf die Auspuffanlage gespritzt wurde, als der Propeller nach dem Verlust der Triebwerksleistung verstellt wurde. Außerdem trug ein nicht ordnungsgemäß repariertes Kraftstoffleck zum Unfall bei, das zu einer Explosion führte, durch welche die Querruderrolle abgetrennt wurde, was zu einem Verlust der Kontrolle über das Flugzeug und dem anschließenden Aufprall auf das Gelände führte. Mit dem Stand vom Juni 2025 war dies der letzte Totalverlust einer DC-4 seit dem Erstflug am 14. Februar 1942.[423]